# Caroline Wozniackis resultater
|  | Denne artikel eller sektion om sport er forældet eller ikke opdateret. Se artiklens diskussionsside eller historik. |

Caroline Wozniackis resultater er en oversigt over Caroline Wozniackis tennisresultater på seniorniveau. Oversigten indeholder oplysninger om alle resultater Caroline Wozniacki har opnået i regi af International Tennis Federation (ITF). Oversigten er opbygget således at kampresultater er listet fortløbende og separat for single, double samt mix-double. Resultaterne for denne del af oversigten hidrører fra ITF turneringer, Women's Tennis Association (WTA) turneringer samt Grand Slam turneringer. Efterfølgende er listet resultater opnået i Federation Cup og Hopman Cup.

## Farvekoder
| Grand Slam turneringssejre        |
| Season Ending turneringssejre     |
| Premier Mandatory turneringssejre |
| Premier 5 turneringssejre         |
| Premier turneringssejre           |
| International turneringssejre     |
| ITF turneringssejre               |

## Single

### Kampe

#### 2005
I 2005 deltog Caroline Wozniacki i alt i 2 WTA Tour turneringer. Begge turneringsdeltagelser var efter invitation i form af wild cards. Caroline Wozniacki optjente i 2005 sæsonen i alt $ 2.260 i præmiepenge. Caroline Wozniacki startede 2005 sæsonen uden registreringer på verdensranglisten og sluttede sæsonen uden listning på verdensranglisten.
| Cincinnati Masters | Cincinnati Masters | Cincinnati Masters |
| 18. – 24. juli     | 18. – 24. juli     | 18. – 24. juli     |
| Runde              | Modstander         | Resultat           |
| ------------------ | ------------------ | ------------------ |
| 1. runde           | Patty Schnyder     | 3-6, 0-6           |

| Nordea Nordic Light Open | Nordea Nordic Light Open | Nordea Nordic Light Open |
| 8. – 14. august          | 8. – 14. august          | 8. – 14. august          |
| Runde                    | Modstander               | Resultat                 |
| ------------------------ | ------------------------ | ------------------------ |
| 1. runde                 | Martina Suchá            | 6-7(5), 1-6              |

#### 2006
I 2006 deltog Caroline Wozniacki i alt i 11 turneringer fordelt på 1 Grand Slam turnering, 5 WTA Tour turneringer og 5 ITF turneringer. Caroline Wozniacki vandt i 2006 sin første turneringssejr på seniorniveau. Det skete ved ITF turneringen i Istanbul. Caroline Wozniacki optjente i 2006 sæsonen i alt $ 19.089 i præmiepenge. Caroline Wozniacki startede 2006 sæsonen uden listning på verdensranglisten og sluttede sæsonen som nummer 231 .
| Cellular South Cup Memphis | Cellular South Cup Memphis | Cellular South Cup Memphis |
| 19. – 25. februar          | 19. – 25. februar          | 19. – 25. februar          |
| Runde                      | Modstander                 | Resultat                   |
| -------------------------- | -------------------------- | -------------------------- |
| 1. runde                   | Kristina Brandi            | 6-3, 3-6, 7-5              |
| 2. runde                   | Ashley Harkleroad          | 6-2, 6-3                   |
| 3. runde                   | Sofia Arvidsson            | 5-7, 4-6                   |

| Orange ITF      | Orange ITF       | Orange ITF      |
| 14. – 19. marts | 14. – 19. marts  | 14. – 19. marts |
| Runde           | Modstander       | Resultat        |
| --------------- | ---------------- | --------------- |
| 1. runde        | Henrieta Nagyova | 2-6, 2-6        |

| Civitavecchia ITF | Civitavecchia ITF      | Civitavecchia ITF |
| 10. – 16. april   | 10. – 16. april        | 10. – 16. april   |
| Runde             | Modstander             | Resultat          |
| ----------------- | ---------------------- | ----------------- |
| 1. runde          | Ivana Abramovic        | 6-3, 6-1          |
| 2. runde          | Oxana Lyubtsova        | 6-4, 6-2          |
| 3. runde          | Carla Suarez Navarro   | 6-4, 6-3          |
| Semifinale        | Kathrin Wörle-Scheller | 4-6, 7-6(6), 7-5  |
| Finale            | Martina Müller         | 1-6, 1-6          |

| Saint-Gaudens ITF | Saint-Gaudens ITF     | Saint-Gaudens ITF |
| 15. – 21. maj     | 15. – 21. maj         | 15. – 21. maj     |
| Runde             | Modstander            | Resultat          |
| ----------------- | --------------------- | ----------------- |
| 1. runde          | Stephanie Cohen-Aloro | 5-7, 0-6          |

| Istanbul Cup  | Istanbul Cup  | Istanbul Cup  |
| 22. – 28. maj | 22. – 28. maj | 22. – 28. maj |
| Runde         | Modstander    | Resultat      |
| ------------- | ------------- | ------------- |
| Q – 1. runde  | Kelly Liggan  | 6-3, 6-3      |
| Q – 2. runde  | Eva Hrdinova  | 1-6, 6-4, 0-6 |

| Wimbledon          | Wimbledon          | Wimbledon          |
| 26. juni – 9. juli | 26. juni – 9. juli | 26. juni – 9. juli |
| Runde              | Modstander         | Resultat           |
| ------------------ | ------------------ | ------------------ |
| Q – 1. runde       | Miho Saeki         | 6-3, 2-6, 3-6      |

| Nordea Nordic Light Open | Nordea Nordic Light Open | Nordea Nordic Light Open |
| 7. – 13. august          | 7. – 13. august          | 7. – 13. august          |
| Runde                    | Modstander               | Resultat                 |
| ------------------------ | ------------------------ | ------------------------ |
| 1. runde                 | Iveta Benesova           | 6-2, 6-0                 |
| 2. runde                 | Eleni Daniilidou         | 7-5 7-5                  |
| 3. runde                 | Jie Zheng                | 3-6, 1-6                 |

| Seoul                      | Seoul                      | Seoul                      |
| 25. september – 1. oktober | 25. september – 1. oktober | 25. september – 1. oktober |
| Runde                      | Modstander                 | Resultat                   |
| -------------------------- | -------------------------- | -------------------------- |
| Q – 1. Runde               | Oversidder                 |                            |
| Q – 2. runde               | Mi Yoo                     | 6-0, 7-5                   |
| Q – Finale                 | Sung-Hee Han               | 6-3, 6-1                   |
| 1. runde                   | Martina Hingis             | 3-6, 2-6                   |

| Japan Open      | Japan Open      | Japan Open      |
| 2. – 8. oktober | 2. – 8. oktober | 2. – 8. oktober |
| Runde           | Modstander      | Resultat        |
| --------------- | --------------- | --------------- |
| 1. runde        | Aiko Nakamura   | 3-6, 3-6        |

| Istanbul ITF      | Istanbul ITF         | Istanbul ITF      |
| 23. – 29. oktober | 23. – 29. oktober    | 23. – 29. oktober |
| Runde             | Modstander           | Resultat          |
| ----------------- | -------------------- | ----------------- |
| 1. runde          | Veronika Chvojková   | 6-0, 7-6(4)       |
| 2. runde          | Monica Niculescu     | 6-4, 6-0          |
| 3. runde          | Stanislava Hrozenská | 6-4, 3-6, 7-6(9)  |
| Semifinale        | Sorana Cirstea       | 6-2, 6-0          |
| Finale            | Tatjana Malek        | 6-2, 6-1          |

| Kao-Hsiung ITF     | Kao-Hsiung ITF     | Kao-Hsiung ITF     |
| 14. – 19. november | 14. – 19. november | 14. – 19. november |
| Runde              | Modstander         | Resultat           |
| ------------------ | ------------------ | ------------------ |
| 1. runde           | Vasilisa Bardina   | 6-4,6-2            |
| 2. runde           | Nudnida Luangnam   | 2-6, 2-3 RET       |

#### 2007
I 2007 deltog Caroline Wozniacki i alt i 19 turneringer fordelt på 3 Grand Slam-turneringer, 12 WTA Tour-turneringer og 4 ITF-turneringer. Caroline Wozniacki vandt i 2007 sin anden og tredje turneringssejr på seniorniveau. Begge skete ved ITF-turneringer i henholdsvis Ortisei og Las Vegas. Caroline Wozniacki optjente i 2007-sæsonen i alt $ 136.118 i præmiepenge, hvilket placerede hende som nummer 100 på listen over indtjente penge i en sæson . Caroline Wozniacki startede 2007-sæsonen som nummer 231 på verdensranglisten og sluttede sæsonen som nummer 64 .
| Ortisei ITF             | Ortisei ITF             | Ortisei ITF             |
| 30. januar – 4. februar | 30. januar – 4. februar | 30. januar – 4. februar |
| Runde                   | Modstander              | Resultat                |
| ----------------------- | ----------------------- | ----------------------- |
| Q – 1. runde            | Petra Rampre            | 6-1, 6-1                |
| Q – 2. runde            | Ľubomíra Kurhajcová     | 6-1, 6-0                |
| Q – Finale              | Vanessa Henke           | 6-4, 6-4                |
| 1. runde                | Sofia Arvidsson         | 6-3, 6-2                |
| 2. runde                | Tatiana Perebiynis      | 5-7, 6-1, 6-3           |
| 3. runde                | Yvonne Meusburger       | 6-4, 2-6, 7-5           |
| Semifinale              | Tatjana Malek           | 6-3, 6-3                |
| Finale                  | Alberta Brianti         | 4-6, 7-5, 6-3           |

| Las Vegas ITF    | Las Vegas ITF    | Las Vegas ITF    |
| 7. – 11. februar | 7. – 11. februar | 7. – 11. februar |
| Runde            | Modstander       | Resultat         |
| ---------------- | ---------------- | ---------------- |
| 1. runde         | Kirsten Flipkens | 6-1, 6-0         |
| 2. runde         | Melinda Czink    | 6-1, 6-3         |
| 3. runde         | Betina Jozami    | 6-1, 6-0         |
| Semifinale       | Julia Vakulenko  | 6-0, 5-7, 6-1    |
| Finale           | Akiko Morigami   | 6-3, 6-2         |

| Cellular South Cup Memphis | Cellular South Cup Memphis | Cellular South Cup Memphis |
| 18. – 25. februar          | 18. – 25. februar          | 18. – 25. februar          |
| Runde                      | Modstander                 | Resultat                   |
| -------------------------- | -------------------------- | -------------------------- |
| 1. runde                   | Stéphanie Foretz Gacon     | 2-6, 7-6, 6-3              |
| 2. runde                   | Venus Williams             | 4-6, 4-6                   |

| Indian Wells Masters | Indian Wells Masters | Indian Wells Masters |
| 7. – 18. marts       | 7. – 18. marts       | 7. – 18. marts       |
| Runde                | Modstander           | Resultat             |
| -------------------- | -------------------- | -------------------- |
| 1. runde             | Jarmila Gajdošová    | 6-3, 6-1             |
| 2. runde             | Martina Hingis       | 1-6, 3-6             |

| Latina ITF           | Latina ITF           | Latina ITF           |
| 26. marts – 1. april | 26. marts – 1. april | 26. marts – 1. april |
| Runde                | Modstander           | Resultat             |
| -------------------- | -------------------- | -------------------- |
| 1. runde             | Gaelle Widmer        | 6-1, 7-5             |
| 2. runde             | Andreja Klepač       | 7-6(2), 6-2          |
| 3. runde             | Sara Errani          | 6-1, 6-3             |
| Semifinale           | Alize Cornet         | 6-2, 6-3             |
| Finale               | Yvonne Meusburger    | 5-7, 6-4, 3-6        |

| Dinan ITF     | Dinan ITF      | Dinan ITF     |
| 2. – 8. april | 2. – 8. april  | 2. – 8. april |
| Runde         | Modstander     | Resultat      |
| ------------- | -------------- | ------------- |
| 1. runde      | Lina Stančiūtė | 3-6, 4-6      |

| Estoril Open       | Estoril Open       | Estoril Open       |
| 30. april – 6. maj | 30. april – 6. maj | 30. april – 6. maj |
| Runde              | Modstander         | Resultat           |
| ------------------ | ------------------ | ------------------ |
| 1. runde           | Martina Müller     | 6-4, 6-0           |
| 2. runde           | Greta Arn          | 2-6, 6-3, 3-6      |

| Fes           | Fes                | Fes           |
| 14. – 20. maj | 14. – 20. maj      | 14. – 20. maj |
| Runde         | Modstander         | Resultat      |
| ------------- | ------------------ | ------------- |
| 1. runde      | Ahsha Rolle        | 6-3, 6-4      |
| 2. runde      | Julie Ditty        | 6-3, 6-4      |
| 3. runde      | Ioana Raluca Olaru | 4-6, 4-6      |

| French Open       | French Open       | French Open       |
| 27. maj – 3. juni | 27. maj – 3. juni | 27. maj – 3. juni |
| Runde             | Modstander        | Resultat          |
| ----------------- | ----------------- | ----------------- |
| 1. runde          | Nathalie Dechy    | 2-6, 7-6(3), 0-6  |

| Wimbledon          | Wimbledon           | Wimbledon          |
| 25. juni – 8. juli | 25. juni – 8. juli  | 25. juni – 8. juli |
| Runde              | Modstander          | Resultat           |
| ------------------ | ------------------- | ------------------ |
| 1. runde           | Anastasija Jakimova | 7-5, 6-2           |
| 2. runde           | Mara Santangelo     | 0-6, 6-7(4)        |

| Palermo        | Palermo                    | Palermo        |
| 16. – 22. juli | 16. – 22. juli             | 16. – 22. juli |
| Runde          | Modstander                 | Resultat       |
| -------------- | -------------------------- | -------------- |
| 1. runde       | Conchita Martinez Granados | 3-6, 3-6       |

| Nordea Nordic Light Open | Nordea Nordic Light Open | Nordea Nordic Light Open |
| 30. juli – 5. august     | 30. juli – 5. august     | 30. juli – 5. august     |
| Runde                    | Modstander               | Resultat                 |
| ------------------------ | ------------------------ | ------------------------ |
| 1. runde                 | Lina Stančiūtė           | 7-6(4), 7-5              |
| 2. runde                 | Elena Vesnina            | 7-5, 6-1                 |
| 3. runde                 | Agnieszka Radwanska      | 4-6, 1-6                 |

| Canada Masters   | Canada Masters     | Canada Masters   |
| 13. – 19. august | 13. – 19. august   | 13. – 19. august |
| Runde            | Modstander         | Resultat         |
| ---------------- | ------------------ | ---------------- |
| Q – 1. runde     | Gabriela Dabrowski | 6-0, 6-3         |
| Q – 2. runde     | Hana Šromová       | 6-3, 6-3         |
| 1. runde         | Shuai Peng         | 0-6, 6-7(4), 2-6 |

| US Open                   | US Open                   | US Open                   |
| 27. august – 9. september | 27. august – 9. september | 27. august – 9. september |
| Runde                     | Modstander                | Resultat                  |
| ------------------------- | ------------------------- | ------------------------- |
| 1. runde                  | Tzipora Obziler           | 4-6, 6-2, 7-5             |
| 2. runde                  | Alize Cornet              | 2-6, 1-6                  |

| Bali                | Bali                | Bali                |
| 10. – 16. september | 10. – 16. september | 10. – 16. september |
| Runde               | Modstander          | Resultat            |
| ------------------- | ------------------- | ------------------- |
| 1. runde            | Casey Dellacqua     | 6-1, 1-6, 3-6       |

| China Open          | China Open          | China Open          |
| 17. – 23. september | 17. – 23. september | 17. – 23. september |
| Runde               | Modstander          | Resultat            |
| ------------------- | ------------------- | ------------------- |
| 1. runde            | Dominika Cibulkova  | 0-6, 7-6(5), 1-6    |

| Seoul               | Seoul               | Seoul               |
| 24. – 30. september | 24. – 30. september | 24. – 30. september |
| Runde               | Modstander          | Resultat            |
| ------------------- | ------------------- | ------------------- |
| 1. runde            | Eleni Daniilidou    | 4-6, 4-6            |

| Japan Open      | Japan Open       | Japan Open       |
| 1. – 7. oktober | 1. – 7. oktober  | 1. – 7. oktober  |
| Runde           | Modstander       | Resultat         |
| --------------- | ---------------- | ---------------- |
| 1. runde        | Catalina Castaño | 6-2, 6-1         |
| 2. runde        | Meng Yuan        | 7-6(3), 4-6, 6-1 |
| 3. runde        | Klára Zakopalová | 6-3, 2-6, 7-6(3) |
| Semifinale      | Venus Williams   | 3-6, 5-7         |

| Bangkok Open     | Bangkok Open     | Bangkok Open     |
| 8. – 14. oktober | 8. – 14. oktober | 8. – 14. oktober |
| Runde            | Modstander       | Resultat         |
| ---------------- | ---------------- | ---------------- |
| 1. runde         | Venus Williams   | 2-6, 2-6         |

#### 2008
I 2008 deltog Caroline Wozniacki i alt i 24 turneringer fordelt på alle 4 Grand Slam turnering, 19 WTA Tour turneringer og 1 ITF turneringer. Caroline Wozniacki vandt i 2008 sine første tre turneringssejre på WTA Tour’en. Disse sejre blev hentet i Stockholm, New Haven og ved Japan Open. Desuden vandt Caroline Wozniacki ITF turneringen i Odense. Caroline Wozniacki optjente i 2008 sæsonen i alt $ 638.416 i præmiepenge, hvilket placerede hende som nummer 22 på listen over indtjente penge i sæsonen . Caroline Wozniacki startede 2008 sæsonen som nummer 64 på verdensranglisten og sluttede sæsonen som nummer 12 .
| Australian Open  | Australian Open  | Australian Open  |
| 14. – 27. januar | 14. – 27. januar | 14. – 27. januar |
| Runde            | Modstander       | Resultat         |
| ---------------- | ---------------- | ---------------- |
| 1. runde         | Gisela Dulko     | 6-1, 6-1         |
| 2. runde         | Alona Bondarenko | 7-6(4), 6-1      |
| 3. runde         | Sabine Lisicki   | 4-6, 6-4, 6-3    |
| 4. runde         | Ana Ivanovic     | 1-6, 6-7(2)      |

| Qatar Open        | Qatar Open              | Qatar Open        |
| 18. – 24. februar | 18. – 24. februar       | 18. – 24. februar |
| Runde             | Modstander              | Resultat          |
| ----------------- | ----------------------- | ----------------- |
| 1. runde          | Yung-Jan Chan           | 3-6, 6-2, 6-3     |
| 2. runde          | Marion Bartoli          | 6-2, 6-3          |
| 3. runde          | Anabel Medina Garrigues | 3-6, 7-6(3), 6-3  |
| 4. runde          | Maria Sharapova         | 0-6 1-6           |

| Cellular South Cup Memphis | Cellular South Cup Memphis | Cellular South Cup Memphis |
| 24. februar – 2. marts     | 24. februar – 2. marts     | 24. februar – 2. marts     |
| Runde                      | Modstander                 | Resultat                   |
| -------------------------- | -------------------------- | -------------------------- |
| 1. runde                   | Milagros Sequera           | 6-0, 6-2                   |
| 2. runde                   | Michelle Larcher de Brito  | 6-2, 6-4                   |
| 3. runde                   | Lindsay Davenport          | 0-6, 2-6                   |

| Indian Wells Masters | Indian Wells Masters | Indian Wells Masters |
| 12. – 23. marts      | 12. – 23. marts      | 12. – 23. marts      |
| Runde                | Modstander           | Resultat             |
| -------------------- | -------------------- | -------------------- |
| 1. runde             | Melinda Czink        | 6-2, 7-6(4)          |
| 2. runde             | Maria Kirilenko      | 6-2, 6-0             |
| 3. runde             | Aiko Nakamura        | 6-0, 6-2             |
| 4. runde             | Svetlana Kuznetsova  | 2-6, 3-6             |

| Miami                | Miami                | Miami                |
| 26. marts – 6. april | 26. marts – 6. april | 26. marts – 6. april |
| Runde                | Modstander           | Resultat             |
| -------------------- | -------------------- | -------------------- |
| 1. runde             | Tsvetana Pironkova   | 6-4, 7-5             |
| 2. runde             | Marion Bartoli       | 6-3, 6-1             |
| 3. runde             | Katarina Srebotnik   | 2-6, 6-3, 6-1        |
| 4. runde             | Venus Williams       | 3-6, 3-6             |

| Amelia Island  | Amelia Island      | Amelia Island  |
| 7. – 13. april | 7. – 13. april     | 7. – 13. april |
| Runde          | Modstander         | Resultat       |
| -------------- | ------------------ | -------------- |
| 1. runde       | Pauline Parmentier | 6-3, 6-1       |
| 2. runde       | Alona Bondarenko   | 3-6, 6-3, 3-6  |

| German Open  | German Open     | German Open  |
| 5. – 12. maj | 5. – 12. maj    | 5. – 12. maj |
| Runde        | Modstander      | Resultat     |
| ------------ | --------------- | ------------ |
| 1. runde     | Tatiana Golovin | 7-6(4), 6-2  |
| 2. runde     | Gisela Dulko    | 2-6, 5-7     |

| Rome Masters  | Rome Masters       | Rome Masters  |
| 12. – 18. maj | 12. – 18. maj      | 12. – 18. maj |
| Runde         | Modstander         | Resultat      |
| ------------- | ------------------ | ------------- |
| 1. runde      | Tamira Paszek      | 6-3, 6-0      |
| 2. runde      | Ekaterina Makarova | 6-3, 6-4      |
| 3. runde      | Maria Sharapova    | 4-6, 6-7(3)   |

| French Open       | French Open         | French Open       |
| 25. maj – 8. juni | 25. maj – 8. juni   | 25. maj – 8. juni |
| Runde             | Modstander          | Resultat          |
| ----------------- | ------------------- | ----------------- |
| 1. runde          | Yvonne Meusburger   | 6-0, 6-2          |
| 2. runde          | Anastasija Jakimova | 6-0, 6-4          |
| 3. runde          | Ana Ivanovic        | 4-6, 1-6          |

| Eastbourne     | Eastbourne          | Eastbourne     |
| 16. – 22. juni | 16. – 22. juni      | 16. – 22. juni |
| Runde          | Modstander          | Resultat       |
| -------------- | ------------------- | -------------- |
| 1. runde       | Tsvetana Pironkova  | 6-3, 6-2       |
| 2. runde       | Svetlana Kuznetsova | 6-2, 6-2       |
| 3. runde       | Samantha Stosur     | 6-7(3) 4-6     |

| Wimbledon          | Wimbledon          | Wimbledon          |
| 23. juni – 6. juli | 23. juni – 6. juli | 23. juni – 6. juli |
| Runde              | Modstander         | Resultat           |
| ------------------ | ------------------ | ------------------ |
| 1. runde           | Eva Hrdinova       | 6-2 7-5            |
| 2. runde           | Aleksandra Wozniak | 6-1, 6-1           |
| 3. runde           | Jelena Jankovic    | 6-2, 4-6, 2-6      |

| Bad Gastein    | Bad Gastein       | Bad Gastein    |
| 14. – 20. juli | 14. – 20. juli    | 14. – 20. juli |
| Runde          | Modstander        | Resultat       |
| -------------- | ----------------- | -------------- |
| 1. runde       | Su-Wei Hsieh      | 6-1, 6-1       |
| 2. runde       | Marija Koryttseva | 4-6, 6-4, 6-7  |

| Slovenia Open  | Slovenia Open  | Slovenia Open  |
| 21. – 27. juli | 21. – 27. juli | 21. – 27. juli |
| Runde          | Modstander     | Resultat       |
| -------------- | -------------- | -------------- |
| 1. runde       | Andreja Klepač | 7-5, 6-0       |
| 2. runde       | Karolina Sprem | 6-1, 6-1       |
| 3. runde       | Vera Dushevina | 6-0, 6-1       |
| Semifinale     | Sara Errani    | 4-6, 4-6       |

| Nordea Nordic Light Open | Nordea Nordic Light Open | Nordea Nordic Light Open |
| 28. juli – 3. august     | 28. juli – 3. august     | 28. juli – 3. august     |
| Runde                    | Modstander               | Resultat                 |
| ------------------------ | ------------------------ | ------------------------ |
| 1. runde                 | Angelique Kerber         | 6-3, 6-4                 |
| 2. runde                 | Emma Laine               | 6-1, 6-0                 |
| 3. runde                 | Anabel Medina Garrigues  | 6-1, 6-3                 |
| Semifinale               | Agnieszka Radwanska      | 6-4, 6-1                 |
| Finale                   | Vera Dushevina           | 6-0, 6-2                 |

| Olympiske Lege - Beijing | Olympiske Lege - Beijing | Olympiske Lege - Beijing |
| 10. – 17. august         | 10. – 17. august         | 10. – 17. august         |
| Runde                    | Modstander               | Resultat                 |
| ------------------------ | ------------------------ | ------------------------ |
| 1. runde                 | Selima Sfar              | 6-4 6-1                  |
| 2. runde                 | Daniela Hantuchova       | 6-1, 6-3                 |
| 3. runde                 | Elena Dementieva         | 6-7(3), 2-6              |

| New Haven        | New Haven          | New Haven        |
| 17. – 24. august | 17. – 24. august   | 17. – 24. august |
| Runde            | Modstander         | Resultat         |
| ---------------- | ------------------ | ---------------- |
| 1. runde         | Dominika Cibulkova | 7-6(7) RET       |
| 2. runde         | Monica Niculescu   | 6-3, 6-3         |
| 3. runde         | Marion Bartoli     | 6-4, 6-0         |
| Semifinale       | Alize Cornet       | 7-5, 6-4         |
| Finale           | Anna Chakvetadze   | 3-6, 6-4, 6-1    |

| US Open                   | US Open                   | US Open                   |
| 25. august – 7. september | 25. august – 7. september | 25. august – 7. september |
| Runde                     | Modstander                | Resultat                  |
| ------------------------- | ------------------------- | ------------------------- |
| 1. runde                  | Ahsha Rolle               | 6-2, 6-1                  |
| 2. runde                  | Maria Elena Camerin       | 6-1, 6-2                  |
| 3. runde                  | Victoria Azarenka         | 6-4, 6-4                  |
| 4. runde                  | Jelena Jankovic           | 3-6 6-2 1-6               |

| Pan Pacific Open    | Pan Pacific Open    | Pan Pacific Open    |
| 16. – 21. september | 16. – 21. september | 16. – 21. september |
| Runde               | Modstander          | Resultat            |
| ------------------- | ------------------- | ------------------- |
| 1. runde            | Katarina Srebotnik  | 1-6, 2-6            |

| China Open          | China Open              | China Open          |
| 22. – 28. september | 22. – 28. september     | 22. – 28. september |
| Runde               | Modstander              | Resultat            |
| ------------------- | ----------------------- | ------------------- |
| 1. runde            | Anabel Medina Garrigues | 6-7(4), 4-6         |

| Japan Open                 | Japan Open                 | Japan Open                 |
| 29. september – 5. oktober | 29. september – 5. oktober | 29. september – 5. oktober |
| Runde                      | Modstander                 | Resultat                   |
| -------------------------- | -------------------------- | -------------------------- |
| 1. runde                   | Gisela Dulko               | 4-6, 6-0, 6-3              |
| 2. runde                   | Ayumi Morita               | 6-2, 6-1                   |
| 3. runde                   | Tamarine Tanasugarn        | 6-4, 6-1                   |
| Semifinale                 | Jarmila Gajdošová          | 6-4, 6-3                   |
| Finale                     | Kaia Kanepi                | 6-2, 3-6, 6-1              |

| Moskva           | Moskva           | Moskva           |
| 6. – 12. oktober | 6. – 12. oktober | 6. – 12. oktober |
| Runde            | Modstander       | Resultat         |
| ---------------- | ---------------- | ---------------- |
| 1. runde         | Nadia Petrova    | 4-6, 2-3 RET     |

| Zürich            | Zürich              | Zürich            |
| 13. – 19. oktober | 13. – 19. oktober   | 13. – 19. oktober |
| Runde             | Modstander          | Resultat          |
| ----------------- | ------------------- | ----------------- |
| 1. runde          | Francesca Schiavone | 6-7(3), 2-6       |

| Luxembourg        | Luxembourg              | Luxembourg        |
| 20. – 26. oktober | 20. – 26. oktober       | 20. – 26. oktober |
| Runde             | Modstander              | Resultat          |
| ----------------- | ----------------------- | ----------------- |
| 1. runde          | Timea Bacsinszky        | 6-2, 6-3          |
| 2. runde          | Shuai Peng              | 6-4, 6-4          |
| 3. runde          | Anabel Medina Garrigues | 6-1, 7-6(7)       |
| Semifinale        | Na Li                   | 7-6(1), 3-6, 6-2  |
| Finale            | Elena Dementieva        | 6-2, 4-6, 6-7(4)  |

| Danish Open ITF    | Danish Open ITF        | Danish Open ITF    |
| 17. – 23. november | 17. – 23. november     | 17. – 23. november |
| Runde              | Modstander             | Resultat           |
| ------------------ | ---------------------- | ------------------ |
| 1. runde           | Dia Evtimova           | 6-2, 6-2           |
| 2. runde           | Hanne Skak Jensen      | 6-2, 6-1           |
| 3. runde           | Julia Schruff          | 6-3, 6-2           |
| Semifinale         | Stéphanie Foretz Gacon | 7-6(2), 7-5        |
| Finale             | Sofia Arvidsson        | 6-2, 6-1           |

#### 2009
I 2009 deltog Caroline Wozniacki i alt i 26 turneringer fordelt på alle 4 Grand Slam turnering, 21 WTA Tour turneringer og hun havde sin debut ved den prestigefulde ”Season Ending” turneringer i Doha. Caroline Wozniacki vandt i 2009 endnu tre turneringssejre på WTA Tour’en. Disse sejre blev hentet i Ponte Vedra Beach, i Eastbourne og endnu engang i New Haven. 2009-sæsonen var også den sæson hvor Caroline Wozniacki første gang nåede en Grand Slam finale, hvilket skete i US Open 2009. Caroline Wozniacki optjente i 2009 sæsonen i alt $ 2.324.692 i præmiepenge, hvilket placerede hende som nummer 6 på listen over indtjente penge i sæsonen . Caroline Wozniacki startede 2009 sæsonen som nummer 12 på verdensranglisten og sluttede sæsonen som nummer 4 .
| Auckland        | Auckland        | Auckland        |
| 5. – 11. januar | 5. – 11. januar | 5. – 11. januar |
| Runde           | Modstander      | Resultat        |
| --------------- | --------------- | --------------- |
| 1. runde        | Alberta Brianti | 6-1, 6-0        |
| 2. runde        | Jill Craybas    | 6-4, 7-5        |
| 3. runde        | Elena Vesnina   | 3-6, 6-0, 3-6   |

| Sydney           | Sydney             | Sydney              |
| 11. – 18. januar | 11. – 18. januar   | 11. – 18. januar    |
| Runde            | Modstander         | Resultat            |
| ---------------- | ------------------ | ------------------- |
| 1. runde         | Dominika Cibulkova | 6-1, 6-2            |
| 2. runde         | Melanie South      | 6-2, 6-0            |
| 3. runde         | Serena Williams    | 7-6(5), 3-6, 6-7(3) |

| Australian Open         | Australian Open         | Australian Open         |
| 19. januar – 1. februar | 19. januar – 1. februar | 19. januar – 1. februar |
| Runde                   | Modstander              | Resultat                |
| ----------------------- | ----------------------- | ----------------------- |
| 1. runde                | Shahar Peer             | 6-3, 6-2                |
| 2. runde                | Virginia Ruano Pascual  | 6-3, 6-3                |
| 3. runde                | Jelena Dokic            | 6-3, 1-6, 2-6           |

| Pattaya          | Pattaya              | Pattaya           |
| 9. – 15. februar | 9. – 15. februar     | 9. – 15. februar  |
| Runde            | Modstander           | Resultat          |
| ---------------- | -------------------- | ----------------- |
| 1. runde         | Yung-Jan Chan        | 6-3, 6-0          |
| 2. runde         | Ksenia Pervak        | 6-7, 6-2, 3-0 RET |
| 3. runde         | Magdalena Rybarikova | 4-6, 1-6          |

| Memphis           | Memphis            | Memphis           |
| 15. – 22. februar | 15. – 22. februar  | 15. – 22. februar |
| Runde             | Modstander         | Resultat          |
| ----------------- | ------------------ | ----------------- |
| 1. runde          | Jelena Dokic       | 6-1, 6-2          |
| 2. runde          | Severine Beltrame  | 6-1, 7-6(1)       |
| 3. runde          | Michaella Krajicek | 2-6, 6-3, 6-3     |
| Semifinale        | Anne Keothavong    | 6-1, 6-0          |
| Finale            | Victoria Azarenka  | 1-6, 3-6          |

| Indian Wells    | Indian Wells      | Indian Wells    |
| 11. – 22. marts | 11. – 22. marts   | 11. – 22. marts |
| Runde           | Modstander        | Resultat        |
| --------------- | ----------------- | --------------- |
| 1. runde        | Oversidder        |                 |
| 2. runde        | Timea Bacsinszky  | 6-1, 6-1        |
| 3. runde        | Kaia Kanepi       | 6-3, 3-6, 6-3   |
| 4. runde        | Urszula Radwanska | 7-5, 6-3        |
| Kvartfinale     | Vera Zvonareva    | 4-6, 2-6        |

| Miami                | Miami                | Miami                |
| 25. marts – 5. april | 25. marts – 5. april | 25. marts – 5. april |
| Runde                | Modstander           | Resultat             |
| -------------------- | -------------------- | -------------------- |
| 1. runde             | Oversidder           |                      |
| 2. runde             | Jelena Dokic         | 6-3, 5-7, 6-2        |
| 3. runde             | Patty Schnyder       | 6-4, 6-4             |
| 4. runde             | Elena Dementieva     | 7-5, 6-4             |
| Kvartfinale          | Svetlana Kuznetsova  | 4-6, 7-6, 1-6        |

| Ponte Vedra Beach | Ponte Vedra Beach  | Ponte Vedra Beach |
| 6. – 12. april    | 6. – 12. april     | 6. – 12. april    |
| Runde             | Modstander         | Resultat          |
| ----------------- | ------------------ | ----------------- |
| 1. runde          | Samantha Stosur    | 6-3, 6-7(4), 6-1  |
| 2. runde          | Virginie Razzano   | 6-3, 7-5          |
| 3. runde          | Daniela Hantuchova | 6-2, 6-2          |
| Semifinale        | Elena Vesnina      | 2-6, 6-3, 7-6(4)  |
| Finale            | Aleksandra Wozniak | 6-1, 6-2          |

| Charleston      | Charleston        | Charleston      |
| 13. – 19. april | 13. – 19. april   | 13. – 19. april |
| Runde           | Modstander        | Resultat        |
| --------------- | ----------------- | --------------- |
| 1. runde        | Oversidder        |                 |
| 2. runde        | Alla Kudryavtseva | 6-3, 6-3        |
| 3. runde        | Shuai Peng        | 6-3, 6-4        |
| 4. runde        | Virginie Razzano  | 6-2, 6-0        |
| Semifinale      | Elena Dementieva  | 6-4, 5-7, 7-5   |
| Finale          | Sabine Lisicki    | 2-6, 4-6        |

| Stuttgart          | Stuttgart          | Stuttgart          |
| 27. april – 3. maj | 27. april – 3. maj | 27. april – 3. maj |
| Runde              | Modstander         | Resultat           |
| ------------------ | ------------------ | ------------------ |
| 1. runde           | Iveta Benesova     | 6-3, 7-5           |
| 2. runde           | Marion Bartoli     | 6-7(6), 4-6        |

| Rom          | Rom                   | Rom          |
| 3. – 10. maj | 3. – 10. maj          | 3. – 10. maj |
| Runde        | Modstander            | Resultat     |
| ------------ | --------------------- | ------------ |
| 1. runde     | Agnes Szavay          | 6-3, 6-2     |
| 2. runde     | Bethanie Mattek-Sands | 6-1, 7-5     |
| 3. runde     | Victoria Azarenka     | 2-6, 2-6     |

| Madrid       | Madrid            | Madrid       |
| 9. – 17. maj | 9. – 17. maj      | 9. – 17. maj |
| Runde        | Modstander        | Resultat     |
| ------------ | ----------------- | ------------ |
| 1. runde     | Shahar Peer       | 5-4, RET     |
| 2. runde     | Varvara Lepchenko | 6-3, 6-1     |
| 3. runde     | Alisa Kleybanova  | 6-2, 6-2     |
| 4. runde     | Vera Dushevina    | 6-0, 6-4     |
| Semifinale   | Amelie Mauresmo   | 7-6(1), 6-3  |
| Finale       | Dinara Safina     | 2-6, 4-6     |

| French Open       | French Open       | French Open       |
| 24. maj – 7. juni | 24. maj – 7. juni | 24. maj – 7. juni |
| Runde             | Modstander        | Resultat          |
| ----------------- | ----------------- | ----------------- |
| 1. runde          | Vera Dushevina    | 4-6, 7-5, 6-1     |
| 2. runde          | Jill Craybas      | 6-1, 6-4          |
| 3. runde          | Sorana Cirstea    | 6-7(3), 5-7       |

| Eastbourne     | Eastbourne         | Eastbourne     |
| 15. – 21. juni | 15. – 21. juni     | 15. – 21. juni |
| Runde          | Modstander         | Resultat       |
| -------------- | ------------------ | -------------- |
| 1. runde       | Alisa Kleybanova   | 6-3, 6-2       |
| 2. runde       | Samantha Stosur    | 6-1, 5-7, 6-1  |
| 3. runde       | Ekaterina Makarova | 6-3, 6-2       |
| Semifinale     | Aleksandra Wozniak | 3-6, 6-4, 6-4  |
| Finale         | Virginie Razzano   | 7-6(5), 7-5    |

| Wimbledon          | Wimbledon          | Wimbledon          |
| 22. juni – 5. juli | 22. juni – 5. juli | 22. juni – 5. juli |
| Runde              | Modstander         | Resultat           |
| ------------------ | ------------------ | ------------------ |
| 1. runde           | Kimiko Date Krumm  | 5-7, 6-3, 6-1      |
| 2. runde           | Maria Kirilenko    | 6-0, 6-4           |
| 3. runde           | A.Medina Garrigues | 6-2, 6-2           |
| 4. runde           | Sabine Lisicki     | 4-6, 4-6           |

| Båstad        | Båstad                      | Båstad        |
| 6. – 12. juli | 6. – 12. juli               | 6. – 12. juli |
| Runde         | Modstander                  | Resultat      |
| ------------- | --------------------------- | ------------- |
| 1. runde      | Sofia Arvidsson             | 6-1, 6-3      |
| 2. runde      | Petra Kvitová               | 6-4, 6-2      |
| 3. runde      | Maria Kirilenko             | 7-5, 7-6(4)   |
| Semifinale    | Flavia Pennetta             | 6-3, 4-6, 6-2 |
| Finale        | Maria Jose Martinez Sanchez | 5-7, 4-6      |

| Los Angeles    | Los Angeles    | Los Angeles      |
| 3. – 9. august | 3. – 9. august | 3. – 9. august   |
| Runde          | Modstander     | Resultat         |
| -------------- | -------------- | ---------------- |
| 1. runde       | Oversidder     |                  |
| 2. runde       | Sorana Cirstea | 6-1, 4-6, 6-7(5) |

| Cincinnati       | Cincinnati         | Cincinnati       |
| 10. – 16. august | 10. – 16. august   | 10. – 16. august |
| Runde            | Modstander         | Resultat         |
| ---------------- | ------------------ | ---------------- |
| 1. runde         | Aleksandra Wozniak | 4-6, 6-4, 6-4    |
| 2. runde         | Melinda Czink      | 3-0 RET          |
| 3. runde         | Elena Dementieva   | 2-6, 1-6         |

| Toronto          | Toronto          | Toronto          |
| 17. – 23. august | 17. – 23. august | 17. – 23. august |
| Runde            | Modstander       | Resultat         |
| ---------------- | ---------------- | ---------------- |
| 1. runde         | Oversidder       |                  |
| 2. runde         | Jie Zheng        | 5-7, 3-6         |

| New Haven        | New Haven                | New Haven        |
| 23. – 30. august | 23. – 30. august         | 23. – 30. august |
| Runde            | Modstander               | Resultat         |
| ---------------- | ------------------------ | ---------------- |
| 1. runde         | Edina Gallovits-Hall     | 6-0, 6-0         |
| 2. runde         | Anastasia Pavlyuchenkova | 6-1, 6-4         |
| 3. runde         | Virginie Razzano         | 6-4, 6-3         |
| Semifinale       | Flavia Pennetta          | 6-4, 6-1         |
| Finale           | Elena Vesnina            | 6-2, 6-4         |

| US Open                    | US Open                    | US Open                    |
| 31. august – 13. september | 31. august – 13. september | 31. august – 13. september |
| Runde                      | Modstander                 | Resultat                   |
| -------------------------- | -------------------------- | -------------------------- |
| 1. runde                   | Galina Voskobojeva         | 6-4, 6-0                   |
| 2. runde                   | Petra Martić               | 6-1, 6-0                   |
| 3. runde                   | Sorana Cîrstea             | 6-3, 6-2                   |
| 4. runde                   | Svetlana Kuznetsova        | 2-6, 7-6(5), 7-6(3)        |
| Kvartfinale                | Melanie Oudin              | 6-2, 6-2                   |
| Semifinale                 | Yanina Wickmayer           | 6-3, 6-3                   |
| Finale                     | Kim Clijsters              | 5-7, 3-6                   |

| Tokyo                      | Tokyo                      | Tokyo                      |
| 27. september – 4. oktober | 27. september – 4. oktober | 27. september – 4. oktober |
| Runde                      | Modstander                 | Resultat                   |
| -------------------------- | -------------------------- | -------------------------- |
| 1. runde                   | Oversidder                 |                            |
| 2. runde                   | Aleksandra Wozniak         | 0-5 RET                    |

| China Open       | China Open                  | China Open          |
| 3. – 11. oktober | 3. – 11. oktober            | 3. – 11. oktober    |
| Runde            | Modstander                  | Resultat            |
| ---------------- | --------------------------- | ------------------- |
| 1. runde         | Oversidder                  |                     |
| 2. runde         | Maria Jose Martinez Sanchez | 7-6(5), 6-7(2), 0-6 |

| Osaka             | Osaka              | Osaka             |
| 12. – 18. oktober | 12. – 18. oktober  | 12. – 18. oktober |
| Runde             | Modstander         | Resultat          |
| ----------------- | ------------------ | ----------------- |
| 1. runde          | Ayumi Morita       | 6-4, 6-1          |
| 2. runde          | Katie O'Brien      | 6-0, 6-1          |
| 3. runde          | Aleksandra Wozniak | 6-2, 6-7(1), 6-2  |
| Semifinale        | Samantha Stosur    | 0-6, 6-4, 4-6     |

| Luxembourg Open   | Luxembourg Open   | Luxembourg Open   |
| 19. – 25. oktober | 19. – 25. oktober | 19. – 25. oktober |
| Runde             | Modstander        | Resultat          |
| ----------------- | ----------------- | ----------------- |
| 1. runde          | Anne Kremer       | 7-5, 5-0 RET      |

| WTA Championships         | WTA Championships         | WTA Championships         |
| 27. oktober – 1. november | 27. oktober – 1. november | 27. oktober – 1. november |
| Runde                     | Modstander                | Resultat                  |
| ------------------------- | ------------------------- | ------------------------- |
| 1. Gr-kamp                | Vera Zvonareva            | 6-0, 6-7(3), 6-4          |
| 2. Gr-kamp                | Jelena Jankovic           | 2-6, 2-6                  |
| 3. Gr-kamp                | Victoria Azarenka         | 1-6, 6-4, 7-5             |
| Semifinale                | Serena Williams           | 4-6, 1-0 RET              |

#### 2010
I 2010 deltog Caroline Wozniacki i alt i 24 turneringer fordelt på alle 4 Grand Slam turnering, 17 WTA Tour turneringer og ”Season Ending” turneringen i Doha. Caroline Wozniacki vandt i 2010 endnu seks turneringssejre på WTA Tour’en. Disse sejre blev hentet i Ponte Vedra Beach, i København, i Montreal, i New Haven, i Tokyo og i Beijing. Caroline Wozniacki optjente i 2010 sæsonen i alt $ 3.886.512 i præmiepenge, hvilket placerede hende som nummer 2 på listen over indtjente penge i sæsonen . Caroline Wozniacki startede 2010 sæsonen som nummer 4 på verdensranglisten og sluttede sæsonen som nummer 1 .
| Sydney           | Sydney           | Sydney           |
| 10. – 17. januar | 10. – 17. januar | 10. – 17. januar |
| Runde            | Modstander       | Resultat         |
| ---------------- | ---------------- | ---------------- |
| 1. runde         | Na Li            | 6-2, 3-6, 2-6    |

| Australian Open  | Australian Open    | Australian Open  |
| 18. – 31. januar | 18. – 31. januar   | 18. – 31. januar |
| Runde            | Modstander         | Resultat         |
| ---------------- | ------------------ | ---------------- |
| 1. Runde         | Aleksandra Wozniak | 6-4, 6-2         |
| 2. Runde         | Julia Görges       | 6-3, 6-1         |
| 3. Runde         | Shahar Peer        | 6-4, 6-0         |
| 4. Runde         | Li Na              | 4-6, 3-6         |

| Dubai             | Dubai              | Dubai             |
| 14. – 21. februar | 14. – 21. februar  | 14. – 21. februar |
| Runde             | Modstander         | Resultat          |
| ----------------- | ------------------ | ----------------- |
| 1. runde          | Dominika Cibulkova | 6-2, 7-6(2)       |
| 2. runde          | Shahar Peer        | 2-6, 5-7          |

| Indian Wells    | Indian Wells        | Indian Wells    |
| 10. – 21. marts | 10. – 21. marts     | 10. – 21. marts |
| Runde           | Modstander          | Resultat        |
| --------------- | ------------------- | --------------- |
| 1. runde        | Oversidder          |                 |
| 2. runde        | Vania King          | 5-7, 6-2, 6-4   |
| 3. runde        | Maria Kirilenko     | 6-0, 6-3        |
| 4. runde        | Nadia Petrova       | 6-3, 3-6, 6-0   |
| Kvartfinale     | Jie Zheng           | 6-4, 4-6, 6-1   |
| Semifinale      | Agnieszka Radwanska | 6-2, 6-3        |
| Finale          | Jelena Jankovic     | 2-6, 4-6        |

| Miami                | Miami                    | Miami                |
| 23. marts – 4. april | 23. marts – 4. april     | 23. marts – 4. april |
| Runde                | Modstander               | Resultat             |
| -------------------- | ------------------------ | -------------------- |
| 1. runde             | Oversidder               |                      |
| 2. runde             | Tsvetana Pironkova       | 3-6, 6-3, 6-4        |
| 3. runde             | Maria Kirilenko          | 1-6, 6-1, 6-4        |
| 4. runde             | Anastasia Pavlyuchenkova | 6-2, 6-2             |
| Kvartfinale          | Justine Henin            | 7-6(5), 3-6, 4-6     |

| Ponte Vedra Beach | Ponte Vedra Beach        | Ponte Vedra Beach |
| 5. – 11. april    | 5. – 11. april           | 5. – 11. april    |
| Runde             | Modstander               | Resultat          |
| ----------------- | ------------------------ | ----------------- |
| 1. runde          | Patty Schnyder           | 6-0, 6-4          |
| 2. runde          | Sofia Arvidsson          | 6-3, 6-1          |
| 3. runde          | Anastasia Pavlyuchenkova | 6-1, 6-3          |
| Semifinale        | Elena Vesnina            | 1-6, 7-6(4), 6-4  |
| Finale            | Olga Govortsova          | 6-2, 7-5          |

| Charleston      | Charleston                 | Charleston      |
| 12. – 18. april | 12. – 18. april            | 12. – 18. april |
| Runde           | Modstander                 | Resultat        |
| --------------- | -------------------------- | --------------- |
| 1. runde        | Oversidder                 |                 |
| 2. runde        | Barbora Zahlavova Strycova | 6-4, 6-1        |
| 3. runde        | Patty Schnyder             | 6-2, 7-5        |
| 4. runde        | Nadia Petrova              | 6-3, 6-4        |
| Semifinale      | Vera Zvonareva             | 5-2 RET         |

| Stuttgart          | Stuttgart          | Stuttgart          |
| 26. april – 2. maj | 26. april – 2. maj | 26. april – 2. maj |
| Runde              | Modstander         | Resultat           |
| ------------------ | ------------------ | ------------------ |
| 1. runde           | Oversidder         |                    |
| 2. runde           | Lucie Safarova     | 4-6, 4-6           |

| Rom         | Rom                         | Rom         |
| 2. – 9. maj | 2. – 9. maj                 | 2. – 9. maj |
| Runde       | Modstander                  | Resultat    |
| ----------- | --------------------------- | ----------- |
| 1. runde    | Oversidder                  |             |
| 2. runde    | Maria Elena Camerin         | 6-1, 6-0    |
| 3. runde    | Maria Jose Martinez Sanchez | 4-6, 2-6    |

| Madrid       | Madrid           | Madrid       |
| 8. – 16. maj | 8. – 16. maj     | 8. – 16. maj |
| Runde        | Modstander       | Resultat     |
| ------------ | ---------------- | ------------ |
| 1. runde     | Petra Kvitová    | 6-4, 6-2     |
| 2. runde     | Alona Bondarenko | 2-6, 3-6     |

| Warsaw Open   | Warsaw Open   | Warsaw Open   |
| 17. – 23. maj | 17. – 23. maj | 17. – 23. maj |
| Runde         | Modstander    | Resultat      |
| ------------- | ------------- | ------------- |
| 1. runde      | Oversidder    |               |
| 2. runde      | Polona Hercog | 2-6, 6-3, 6-4 |
| 3. runde      | Jie Zheng     | 6-3 RET       |

| French Open       | French Open         | French Open         |
| 23. maj – 6. juni | 23. maj – 6. juni   | 23. maj – 6. juni   |
| Runde             | Modstander          | Resultat            |
| ----------------- | ------------------- | ------------------- |
| 1. Runde          | Alla Kudryavtseva   | 6-0, 6-3            |
| 2. Runde          | Tathiana Garbin     | 6-3, 6-1            |
| 3. Runde          | Alexandra Dulgheru  | 6-3, 6-4            |
| 4. Runde          | Flavia Pennetta     | 7-6(5), 6-7(4), 6-2 |
| Kvartfinale       | Francesca Schiavone | 2-6, 3-6            |

| Eastbourne     | Eastbourne     | Eastbourne     |
| 14. – 20. juni | 14. – 20. juni | 14. – 20. juni |
| Runde          | Modstander     | Resultat       |
| -------------- | -------------- | -------------- |
| 1. runde       | Aravane Rezai  | 4-6, 6-1, 3-6  |

| Wimbledon          | Wimbledon          | Wimbledon          |
| 21. juni – 4. juli | 21. juni – 4. juli | 21. juni – 4. juli |
| Runde              | Modstander         | Resultat           |
| ------------------ | ------------------ | ------------------ |
| 1. runde           | Tathiana Garbin    | 6-1, 6-1           |
| 2. runde           | Chang Kai-Chen     | 6-4, 6-3           |
| 3. runde           | A.Pavlyuchenkova   | 7-5, 6-4           |
| 4. runde           | Petra Kvitová      | 2-6, 0-6           |

| e-Boks Sony Ericsson Open | e-Boks Sony Ericsson Open | e-Boks Sony Ericsson Open |
| 2. – 8. august            | 2. – 8. august            | 2. – 8. august            |
| Runde                     | Modstander                | Resultat                  |
| ------------------------- | ------------------------- | ------------------------- |
| 1. runde                  | Petra Martić              | 6-3, 6-2                  |
| 2. runde                  | Iveta Benešová            | 4-6, 6-2, 2-0             |
| 3. runde                  | Julia Görges              | 3-6, 6-0, 7-6             |
| Semifinale                | Anna Tjakvetadze          | 6-1, 2-6, 6-4             |
| Finale                    | Klára Zakopalová          | 6-2, 7-6                  |

| Cincinnati Masters | Cincinnati Masters | Cincinnati Masters |
| 9. – 15. august    | 9. – 15. august    | 9. – 15. august    |
| Runde              | Modstander         | Resultat           |
| ------------------ | ------------------ | ------------------ |
| 1. Runde           | Oversidder         |                    |
| 2. Runde           | Sybille Bammer     | 6-0, 6-2           |
| 3. Runde           | Marion Bartoli     | 4-6, 1-6           |

| Canada Masters   | Canada Masters      | Canada Masters   |
| 16. – 22. august | 16. – 22. august    | 16. – 22. august |
| Runde            | Modstander          | Resultat         |
| ---------------- | ------------------- | ---------------- |
| 1. Runde         | Oversidder          |                  |
| 2. Runde         | Patty Schnyder      | 7-5, 7-5         |
| 3. Runde         | Flavia Pennetta     | 4-6, 6-3, 6-1    |
| Kvartfinale      | Francesca Schiavone | 6-3, 6-2         |
| Semifinale       | Svetlana Kuznetsova | 6-2, 6-3         |
| Finale           | Vera Zvonareva      | 6-3, 6-2         |

| Pilot Pen Tennis | Pilot Pen Tennis   | Pilot Pen Tennis |
| 22. – 29. august | 22. – 29. august   | 22. – 29. august |
| Runde            | Modstander         | Resultat         |
| ---------------- | ------------------ | ---------------- |
| 1. Runde         | Oversidder         |                  |
| 2. Runde         | Dominika Cibulková | 6-4, 6-1         |
| 3. Runde         | Flavia Pennetta    | Uden kamp        |
| Semifinale       | Elena Dementieva   | 1-6, 6-3, 7-6(5) |
| Finale           | Nadia Petrova      | 6-3, 3-6, 6-3    |

| US Open                    | US Open                    | US Open                    |
| 30. august – 12. september | 30. august – 12. september | 30. august – 12. september |
| Runde                      | Modstander                 | Resultat                   |
| -------------------------- | -------------------------- | -------------------------- |
| 1. Runde                   | Chelsey Gullickson         | 6-1, 6-1                   |
| 2. Runde                   | Chang Kai-Chen             | 6-0, 6-0                   |
| 3. Runde                   | Chan Yung-jan              | 6-1, 6-0                   |
| 4. Runde                   | Maria Sharapova            | 6-3, 6-4                   |
| Kvartfinale                | Dominika Cibulková         | 6-2, 7-5                   |
| Semifinale                 | Vera Zvonareva             | 4-6, 3-6                   |

| Tokyo                      | Tokyo                      | Tokyo                      |
| 26. september – 3. oktober | 26. september – 3. oktober | 26. september – 3. oktober |
| Runde                      | Modstander                 | Resultat                   |
| -------------------------- | -------------------------- | -------------------------- |
| 1. Runde                   | Oversidder                 |                            |
| 2. Runde                   | Greta Arn                  | 6-1, 6-3                   |
| 3. Runde                   | Anastasia Pavlyuchenkova   | 6-1, 6-2                   |
| Kvartfinale                | Agnieszka Radwanska        | 5-0 RET                    |
| Semifinale                 | Victoria Azarenka          | 6-2, 6-7(3), 6-4           |
| Finale                     | Elena Dementieva           | 1-6, 6-2, 6-3              |

| China Open       | China Open       | China Open       |
| 2. – 10. oktober | 2. – 10. oktober | 2. – 10. oktober |
| Runde            | Modstander       | Resultat         |
| ---------------- | ---------------- | ---------------- |
| 1. Runde         | Oversidder       |                  |
| 2. Runde         | Sara Errani      | 6-4, 6-2         |
| 3. Runde         | Petra Kvitová    | 6-3, 6-2         |
| Kvartfinale      | Ana Ivanovic     | 7-6(1), 6-4      |
| Semifinale       | Shahar Peer      | 7-5, 6-2         |
| Finale           | Vera Zvonareva   | 6-3, 3-6, 6-3    |

| WTA Championships | WTA Championships   | WTA Championships |
| 26. – 31. oktober | 26. – 31. oktober   | 26. – 31. oktober |
| Runde             | Modstander          | Resultat          |
| ----------------- | ------------------- | ----------------- |
| 1. Gr-kamp        | Elena Dementieva    | 6-1, 6-1          |
| 2. Gr-kamp        | Samantha Stosur     | 4-6, 3-6          |
| 3. Gr-kamp        | Francesca Schiavone | 3-6, 6-1, 6-1     |
| Semifinale        | Vera Zvonareva      | 7-5, 6-0          |
| Finale            | Kim Clijsters       | 3-6, 7-5, 3-6     |

#### 2011
I 2011 deltog Caroline Wozniacki i 22 turneringer fordelt på fire Grand Slam turneringer og 17 WTA Tour turneringer og ”Season Ending” turneringen i Istanbul. Hun vandt i 2011 yderligere seks turneringssejre på WTA Tour’en. Disse turneringssejre blev hentet i Dubai, Indian Wells, Charleston, Brussels, København og New Haven. Caroline Wozniacki optjente i 2011 sæsonen $4.064.756 i præmiepenge, hvilket placerede hende som nummer 2 på listen over indtjente penge i sæsonen . Caroline Wozniacki startede 2011-sæsonen som nummer et på verdensranglisten og sluttede ligeledes sæsonen som nummer et, hvoraf kun én af årets 52 uger ikke var som nummer et .
| Sydney          | Sydney             | Sydney          |
| 9. – 16. januar | 9. – 16. januar    | 9. – 16. januar |
| Runde           | Modstander         | Resultat        |
| --------------- | ------------------ | --------------- |
| 1. runde        | Oversidder         |                 |
| 2. runde        | Dominika Cibulkova | 3-6, 3-6        |

| Australian Open  | Australian Open      | Australian Open  |
| 17. – 30. januar | 17. – 30. januar     | 17. – 30. januar |
| Runde            | Modstander           | Resultat         |
| ---------------- | -------------------- | ---------------- |
| 1. runde         | Gisela Dulko         | 6-3, 6-4         |
| 2. runde         | Vania King           | 6-1, 6-0         |
| 3. runde         | Dominika Cibulkova   | 6-4, 6-3         |
| 4. runde         | Anastasija Sevastova | 6-3, 6-4         |
| Kvartfinale      | Francesca Schiavone  | 3-6, 6-3, 6-3    |
| Semifinale       | Li Na                | 6-3, 5-7, 3-6    |

| Dubai             | Dubai               | Dubai             |
| 14. – 20. februar | 14. – 20. februar   | 14. – 20. februar |
| Runde             | Modstander          | Resultat          |
| ----------------- | ------------------- | ----------------- |
| 1. runde          | Oversidder          |                   |
| 2. runde          | Anna Chakvetadze    | 6-1, 3-5 RET      |
| 3. runde          | Ayumi Morita        | 6-1, 6-0          |
| 4. runde          | Shahar Peer         | 6-2, 6-4          |
| Semifinale        | Jelena Jankovic     | 7-5, 6-3          |
| Finale            | Svetlana Kuznetsova | 6-1, 6-3          |

| Doha              | Doha              | Doha              |
| 21. – 27. februar | 21. – 27. februar | 21. – 27. februar |
| Runde             | Modstander        | Resultat          |
| ----------------- | ----------------- | ----------------- |
| 1. runde          | Oversidder        |                   |
| 2. runde          | Nadia Petrova     | 6-3, 6-2          |
| 3. runde          | Flavia Pennetta   | 6-2, 6-0          |
| Semifinale        | Marion Bartoli    | 6-1, 6-1          |
| Finale            | Vera Zvonareva    | 4-6, 4-6          |

| Indian Wells   | Indian Wells                | Indian Wells   |
| 9. – 20. marts | 9. – 20. marts              | 9. – 20. marts |
| Runde          | Modstander                  | Resultat       |
| -------------- | --------------------------- | -------------- |
| 1. runde       | Oversidder                  |                |
| 2. runde       | Sloane Stephens             | 6-3, 6-2       |
| 3. runde       | Maria Jose Martinez Sanchez | 6-1, 6-3       |
| 4. runde       | Alisa Kleybanova            | 2-6, 6-3, 6-1  |
| Kvartfinale    | Victoria Azarenka           | 3-0 RET        |
| Semifinale     | Maria Sharapova             | 6-1, 6-2       |
| Finale         | Marion Bartoli              | 6-1, 2-6, 6-3. |

| Miami                | Miami                 | Miami                |
| 22. marts – 3. april | 22. marts – 3. april  | 22. marts – 3. april |
| Runde                | Modstander            | Resultat             |
| -------------------- | --------------------- | -------------------- |
| 1. runde             | Oversidder            |                      |
| 2. runde             | Bethanie Mattek-Sands | 6-2, 7-5             |
| 3. runde             | Daniela Hantuchova    | 6-1, 7-6(9)          |
| 4. runde             | Andrea Petkovic       | 5-7, 6-3, 3-6        |

| Charleston     | Charleston                 | Charleston     |
| 4. – 10. april | 4. – 10. april             | 4. – 10. april |
| Runde          | Modstander                 | Resultat       |
| -------------- | -------------------------- | -------------- |
| 1. runde       | Oversidder                 |                |
| 2. runde       | Irina Falconi              | 6-1, 6-1       |
| 3. runde       | Barbora Zahlavova Strycova | 7-6(6), 7-6(9) |
| 4. runde       | Yanina Wickmayer           | 4-6, 6-4, 6-4  |
| Semifinale     | Jelena Jankovic            | 6-4, 6-4       |
| Finale         | Elena Vesnina              | 6-2, 6-3       |

| Stuttgart       | Stuttgart           | Stuttgart       |
| 18. – 24. april | 18. – 24. april     | 18. – 24. april |
| Runde           | Modstander          | Resultat        |
| --------------- | ------------------- | --------------- |
| 1. runde        | Oversidder          |                 |
| 2. runde        | Zuzana Kucova       | 6-1, 6-2        |
| 3. runde        | Andrea Petkovic     | 6-4, 6-1        |
| Semifinale      | Agnieszka Radwanska | 7-5, 6-3        |
| Finale          | Julia Görges        | 6-7(3), 3-6     |

| Madrid             | Madrid             | Madrid             |
| 30. april – 8. maj | 30. april – 8. maj | 30. april – 8. maj |
| Runde              | Modstander         | Resultat           |
| ------------------ | ------------------ | ------------------ |
| 1. runde           | Ayumi Morita       | 6-2, 6-3           |
| 2. runde           | Bojana Jovanovski  | 6-4, 6-4           |
| 3. runde           | Julia Görges       | 4-6, 6-1, 3-6      |

| Rom          | Rom                  | Rom           |
| 9. – 15. maj | 9. – 15. maj         | 9. – 15. maj  |
| Runde        | Modstander           | Resultat      |
| ------------ | -------------------- | ------------- |
| 1. runde     | Oversidder           |               |
| 2. runde     | Anastasija Rodionova | 6-2, 6-0      |
| 3. runde     | Yanina Wickmayer     | 6-1, 7-6(4)   |
| 4. runde     | Jelena Jankovic      | 6-3, 1-6, 6-3 |
| Semifinale   | Maria Sharapova      | 5-7, 3-6      |

| Brussels Open | Brussels Open       | Brussels Open |
| 16. – 22. maj | 16. – 22. maj       | 16. – 22. maj |
| Runde         | Modstander          | Resultat      |
| ------------- | ------------------- | ------------- |
| 1. runde      | Oversidder          |               |
| 2. runde      | Varvara Lepchenko   | 6-4, 7-6(5)   |
| 3. runde      | Yanina Wickmayer    | 2-0 RET       |
| Semifinale    | Francesca Schiavone | 6-4, 4-6, 6-3 |
| Finale        | Shuai Peng          | 2-6, 6-3, 6-3 |

| French Open       | French Open        | French Open       |
| 22. maj – 5. juni | 22. maj – 5. juni  | 22. maj – 5. juni |
| Runde             | Modstander         | Resultat          |
| ----------------- | ------------------ | ----------------- |
| 1. runde          | Kimiko Date Krumm  | 6-0, 6-2          |
| 2. runde          | Aleksandra Wozniak | 6-3, 7-6          |
| 3. runde          | Daniela Hantuchova | 1-6, 3-6          |

| e-Boks Sony Ericsson Open | e-Boks Sony Ericsson Open | e-Boks Sony Ericsson Open |
| 6. – 12. juni             | 6. – 12. juni             | 6. – 12. juni             |
| Runde                     | Modstander                | Resultat                  |
| ------------------------- | ------------------------- | ------------------------- |
| 1. runde                  | Irina Falconi             | 6-2, 6-3                  |
| 2. runde                  | Angelique Kerber          | 7-6(4), 6-3               |
| 3. runde                  | Alberta Brianti           | 6-0, 6-1                  |
| Semifinale                | Mona Barthel              | 6-1, 6-2                  |
| Finale                    | Lucie Safarova            | 6-1, 6-4                  |

| Wimbledon          | Wimbledon              | Wimbledon          |
| 20. juni – 3. juli | 20. juni – 3. juli     | 20. juni – 3. juli |
| Runde              | Modstander             | Resultat           |
| ------------------ | ---------------------- | ------------------ |
| 1. runde           | Arantxa Parra Santonja | 6-2, 6-1           |
| 2. runde           | Virginie Razzano       | 6-1, 6-3           |
| 3. runde           | Jarmila Gajdošová      | 6-3, 6-2           |
| 4. runde           | Dominika Cibulkova     | 6-1, 6-7(5), 5-7   |

| Båstad        | Båstad          | Båstad        |
| 4. – 10. juli | 4. – 10. juli   | 4. – 10. juli |
| Runde         | Modstander      | Resultat      |
| ------------- | --------------- | ------------- |
| 1. runde      | Alize Cornet    | 6-4, 6-4      |
| 2. runde      | Sofia Arvidsson | 6-2, 0-1 RET  |

| Canada Masters  | Canada Masters  | Canada Masters  |
| 8. – 14. august | 8. – 14. august | 8. – 14. august |
| Runde           | Modstander      | Resultat        |
| --------------- | --------------- | --------------- |
| 1. Runde        | Oversidder      |                 |
| 2. Runde        | Roberta Vinci   | 4-6, 5-7        |

| Cincinnati Masters | Cincinnati Masters | Cincinnati Masters |
| 15. – 21. august   | 15. – 21. august   | 15. – 21. august   |
| Runde              | Modstander         | Resultat           |
| ------------------ | ------------------ | ------------------ |
| 1. Runde           | Oversidder         |                    |
| 2. Runde           | Christina McHale   | 4-6, 5-7           |

| New Haven Open   | New Haven Open      | New Haven Open   |
| 21. – 28. august | 21. – 28. august    | 21. – 28. august |
| Runde            | Modstander          | Resultat         |
| ---------------- | ------------------- | ---------------- |
| 1. Runde         | Oversidder          |                  |
| 2. Runde         | Polona Hercog       | 6-3, 6-0         |
| Kvartfinale      | Christina McHale    | 7-5, 6-3         |
| Semifinale       | Francesca Schiavone | 7-6(2), 6-3      |
| Finale           | Petra Cetkovska     | 6-4, 6-1         |

| 2011 US Open               | 2011 US Open               | 2011 US Open               |
| 29. august – 11. september | 29. august – 11. september | 29. august – 11. september |
| Runde                      | Modstander                 | Resultat                   |
| -------------------------- | -------------------------- | -------------------------- |
| 1. Runde                   | Nuria Llagostera Vives     | 6-3, 6-1                   |
| 2. Runde                   | Arantxa Rus                | 6-2, 6-0                   |
| 3. Runde                   | Vania King                 | 6-2, 6-4                   |
| 4. Runde                   | Svetlana Kuznetsova        | 6-7, 7-5, 6-1              |
| Kvartfinale                | Andrea Petkovic            | 6-1, 7-6(5)                |
| Semifinale                 | Serena Williams            | 2-6, 4-6                   |

| Tokyo                      | Tokyo                      | Tokyo                      |
| 25. september – 2. oktober | 25. september – 2. oktober | 25. september – 2. oktober |
| Runde                      | Modstander                 | Resultat                   |
| -------------------------- | -------------------------- | -------------------------- |
| 1. Runde                   | Oversidder                 |                            |
| 2. Runde                   | Jarmila Gajdošová          | 6-1, 6-7(4), 6-3           |
| 3. Runde                   | Kaia Kanepi                | 5-7, 6-1, 4-6              |

| China Open      | China Open        | China Open       |
| 1. – 9. oktober | 1. – 9. oktober   | 1. – 9. oktober  |
| Runde           | Modstander        | Resultat         |
| --------------- | ----------------- | ---------------- |
| 1. Runde        | Lucie Hradecká    | 3-6, 6-0, 7-5    |
| 2. Runde        | Jarmila Gajdošová | 6-2 , 6-3        |
| 3. Runde        | Kaia Kanepi       | 6-3, 7-6(3)      |
| Kvartfinale     | Flavia Pennetta   | 6-3, 0-6, 6-7(2) |

| WTA Championships | WTA Championships   | WTA Championships |
| 25. – 30. oktober | 25. – 30. oktober   | 25. – 30. oktober |
| Runde             | Modstander          | Resultat          |
| ----------------- | ------------------- | ----------------- |
| 1. Gr-kamp        | Agnieszka Radwańska | 5-7, 6-2, 6-4     |
| 2. Gr-kamp        | Vera Zvonareva      | 2-6, 6-4, 3-6     |
| 3. Gr-kamp        | Petra Kvitová       | 4-6, 2-6          |

#### 2012
I 2012 deltog Caroline Wozniacki i 23 turneringer fordelt på 4 Grand Slam turnering, 18 WTA Tour turneringer samt ”Season Ending” turneringen i Sofia. Hun vandt i 2012 yderligere 2 turneringssejre på WTA Tour’en, hvilket skete i Seoul og i Moskva. Caroline Wozniacki optjente i 2012 sæsonen $2.408.670 i præmiepenge, hvilket placerede hende som nummer 7 på listen over indtjente penge i sæsonen . Caroline Wozniacki startede 2012-sæsonen som nummer et på verdensranglisten og sluttede sæsonen som nummer 10 . Caroline Wozniacki mistede førstepladsen på verdensranglisten 29. januar 2012 efter Australian Open og kom ikke tilbage på førstepladsen resten af sæsonen. Det er foreløbig blevet til 67 uger som nummer ét på verdensranglisten . 
| Sydney          | Sydney              | Sydney          |
| 8. – 14. januar | 8. – 14. januar     | 8. – 14. januar |
| Runde           | Modstander          | Resultat        |
| --------------- | ------------------- | --------------- |
| 1. runde        | Oversidder          |                 |
| 2. runde        | Dominika Cibulkova  | 7-5, 2-6, 6-4   |
| 3. runde        | Agnieszka Radwanska | 6-3, 5-7, 2-6   |

| Australian Open  | Australian Open      | Australian Open  |
| 16. – 29. januar | 16. – 29. januar     | 16. – 29. januar |
| Runde            | Modstander           | Resultat         |
| ---------------- | -------------------- | ---------------- |
| 1. runde         | Anastasija Rodionova | 6-2, 6-1         |
| 2. runde         | Anna Tatishvili      | 6-1, 7-6 (4)     |
| 3. runde         | Monica Niculescu     | 6-2, 6-2         |
| 4. runde         | Jelena Jankovic      | 6-0, 7-5         |
| Kvartfinale      | Kim Clijsters        | 3-6, 5-7         |

| Doha              | Doha              | Doha              |
| 13. – 19. februar | 13. – 19. februar | 13. – 19. februar |
| Runde             | Modstander        | Resultat          |
| ----------------- | ----------------- | ----------------- |
| 1. runde          | Oversidder        |                   |
| 2. runde          | Lucie Safarova    | 6-4, 4-6, 6-7     |

| Dubai             | Dubai             | Dubai             |
| 20. – 25. februar | 20. – 25. februar | 20. – 25. februar |
| Runde             | Modstander        | Resultat          |
| ----------------- | ----------------- | ----------------- |
| 1. runde          | Oversidder        |                   |
| 2. runde          | Simona Halep      | 6-2, 6-3          |
| 3. runde          | Ana Ivanovic      | 6-3, 7-5          |
| Semifinale        | Julia Görges      | 6-7(3), 5-7       |

| Indian Wells   | Indian Wells       | Indian Wells   |
| 5. – 18. marts | 5. – 18. marts     | 5. – 18. marts |
| Runde          | Modstander         | Resultat       |
| -------------- | ------------------ | -------------- |
| 1. runde       | Oversidder         |                |
| 2. runde       | Ekaterina Makarova | 6-2, 6-0       |
| 3. runde       | Sofia Arvidsson    | 3-6, 7-5, 6-2  |
| 4. runde       | Ana Ivanovic       | 3-6, 2-6       |

| Miami           | Miami                      | Miami           |
| 20. – 31. marts | 20. – 31. marts            | 20. – 31. marts |
| Runde           | Modstander                 | Resultat        |
| --------------- | -------------------------- | --------------- |
| 1. runde        | Oversidder                 |                 |
| 2. runde        | Barbora Zahlavova Strycova | 6-4, 6-0        |
| 3. runde        | Petra Cetkovska            | 6-3, 7-5        |
| 4. runde        | Yanina Wickmayer           | 7-6(6), 6-0     |
| Kvartfinale     | Serena Williams            | 6-4, 6-4        |
| Semifinale      | Maria Sharapova            | 6-4, 2-6, 4-6   |

| e-Boks Open    | e-Boks Open        | e-Boks Open    |
| 9. – 15. april | 9. – 15. april     | 9. – 15. april |
| Runde          | Modstander         | Resultat       |
| -------------- | ------------------ | -------------- |
| 1. runde       | Urszula Radwanska  | 7-6(4), 6-2    |
| 2. runde       | Pauline Parmentier | 6-2, 6-1       |
| 3. runde       | Alize Cornet       | 6-0, 6-3       |
| Semifinale     | Petra Martić       | 6-3, 6-2       |
| Finale         | Angelique Kerber   | 4-6, 4-6       |

| Stuttgart       | Stuttgart        | Stuttgart       |
| 21. – 29. april | 21. – 29. april  | 21. – 29. april |
| Runde           | Modstander       | Resultat        |
| --------------- | ---------------- | --------------- |
| 1. runde        | Jelena Jankovic  | 6-3, 1-0 RET    |
| 2. runde        | Angelique Kerber | 1-6, 2-6        |

| Madrid       | Madrid          | Madrid           |
| 4. – 13. maj | 4. – 13. maj    | 4. – 13. maj     |
| Runde        | Modstander      | Resultat         |
| ------------ | --------------- | ---------------- |
| 1. runde     | Ksenia Pervak   | 7-6(7), 3-6, 6-4 |
| 2. runde     | Mona Barthel    | 6-4, 7-6(2)      |
| 3. runde     | Serena Williams | 6-1, 3-6, 2-6    |

| Rom           | Rom                     | Rom           |
| 13. – 20. maj | 13. – 20. maj           | 13. – 20. maj |
| Runde         | Modstander              | Resultat      |
| ------------- | ----------------------- | ------------- |
| 1. runde      | Oversidder              |               |
| 2. runde      | Anabel Medina Garrigues | 4-6, 0-4 RET  |

| French Open        | French Open        | French Open        |
| 27. maj - 10. juni | 27. maj - 10. juni | 27. maj - 10. juni |
| Runde              | Modstander         | Resultat           |
| ------------------ | ------------------ | ------------------ |
| 1. runde           | Eleni Daniilidou   | 6-0, 6-1           |
| 2. runde           | Jarmila Gajdošová  | 6-1, 6-4           |
| 3. runde           | Kaia Kanepi        | 1-6, 7-6(3), 3-6   |

| Eastbourne     | Eastbourne       | Eastbourne       |
| 16. - 23. juni | 16. - 23. juni   | 16. - 23. juni   |
| Runde          | Modstander       | Resultat         |
| -------------- | ---------------- | ---------------- |
| 1. runde       | Christina McHale | 1-6, 7-6(7), 4-6 |

| Wimbledon          | Wimbledon          | Wimbledon          |
| 25. juni - 8. juli | 25. juni - 8. juli | 25. juni - 8. juli |
| Runde              | Modstander         | Resultat           |
| ------------------ | ------------------ | ------------------ |
| 1. runde           | Tamira Paszek      | 7-5, 6-7(4), 4-6   |

| Olympiske Lege - London | Olympiske Lege - London | Olympiske Lege - London |
| 28. juli – 5. august    | 28. juli – 5. august    | 28. juli – 5. august    |
| Runde                   | Modstander              | Resultat                |
| ----------------------- | ----------------------- | ----------------------- |
| 1. runde                | Anne Keothavong         | 4-6, 6-3, 6-2           |
| 2. runde                | Yanina Wickmayer        | 6-4, 3-6, 6-3           |
| 3. runde                | Daniela Hantuchova      | 6-4, 6-2                |
| Kvartfinale             | Serena Williams         | 0-6, 3-6                |

| Montreal        | Montreal           | Montreal        |
| 7. – 13. august | 7. – 13. august    | 7. – 13. august |
| Runde           | Modstander         | Resultat        |
| --------------- | ------------------ | --------------- |
| 1. runde        | Oversidder         |                 |
| 2. runde        | Kiki Bertens       | 7-5, 6-1        |
| 3. runde        | Varvara Lepchenko  | 4-6, 6-3, 6-4   |
| Kvartfinale     | Aleksandra Wozniak | 6-4, 6-4        |
| Semifinale      | Petra Kvitova      | 6-3, 2-6, 3-6   |

| Cincinnati       | Cincinnati               | Cincinnati       |
| 13. – 19. august | 13. – 19. august         | 13. – 19. august |
| Runde            | Modstander               | Resultat         |
| ---------------- | ------------------------ | ---------------- |
| 1. runde         | Oversidder               |                  |
| 2. runde         | Sesil Karatantcheva      | 6-1, 6-0         |
| 3. runde         | Anastasia Pavlyuchenkova | 4-6, 4-6         |

| New Haven Open   | New Haven Open     | New Haven Open   |
| 19. – 25. august | 19. – 25. august   | 19. – 25. august |
| Runde            | Modstander         | Resultat         |
| ---------------- | ------------------ | ---------------- |
| 1. Runde         | Ekaterina Makarova | 6-3, 6-3         |
| 2. Runde         | Sofia Arvidsson    | 7-6(4), 6-2      |
| Kvartfinale      | Dominika Cibulkova | 6-2, 6-1         |
| Semifinale       | Maria Kirilenko    | 5-7 RET          |

| US Open          | US Open            | US Open          |
| 19. – 25. august | 19. – 25. august   | 19. – 25. august |
| Runde            | Modstander         | Resultat         |
| ---------------- | ------------------ | ---------------- |
| 1. Runde         | Irina-Camelia Begu | 2-6, 2-6         |

| Seoul               | Seoul               | Seoul               |
| 17. – 23. september | 17. – 23. september | 17. – 23. september |
| Runde               | Modstander          | Resultat            |
| ------------------- | ------------------- | ------------------- |
| 1. Runde            | Arantxa Rus         | 6-1, 6-2            |
| 2. Runde            | Caroline Garcia     | 6-2, 6-3            |
| Kvartfinale         | Klára Zakopalová    | 6-2, 6-3            |
| Semifinale          | Ekaterina Makarova  | 6-1, 5-7, 6-4       |
| Finale              | Kaia Kanepi         | 6-1, 6-0            |

| Tokyo               | Tokyo               | Tokyo               |
| 23. – 29. september | 23. – 29. september | 23. – 29. september |
| Runde               | Modstander          | Resultat            |
| ------------------- | ------------------- | ------------------- |
| 1. Runde            | Bojana Jovanovski   | 6-0, 3-6, 6-4       |
| 2. Runde            | Daniela Hantuchova  | 7-6(3), 6-1         |
| 3. Runde            | Na Li               | 4-6, 6-3, 6-4       |
| Kvartfinale         | Agnieszka Radwanska | 4-6, 3-6            |

| China Open                 | China Open                 | China Open                 |
| 29. september - 7. oktober | 29. september - 7. oktober | 29. september - 7. oktober |
| Runde                      | Modstander                 | Resultat                   |
| -------------------------- | -------------------------- | -------------------------- |
| 1. Runde                   | Chanelle Scheepers         | 7-5, 6-7(6), 6-2           |
| 2. Runde                   | Su-Wei Hsieh               | 6-7(5), 7-6(3), 6-0        |
| 3. Runde                   | Angelique Kerber           | 1-6, 6-2, 4-6              |

| Moskva            | Moskva             | Moskva            |
| 13. - 21. oktober | 13. - 21. oktober  | 13. - 21. oktober |
| Runde             | Modstander         | Resultat          |
| ----------------- | ------------------ | ----------------- |
| 1. Runde          | Oversidder         |                   |
| 2. Runde          | Urszula Radwańska  | 6-1, 6-3          |
| 3. Runde          | Dominika Cibulková | 6-2, 6-7(1), 6-1  |
| Semifinale        | Sofia Arvidsson    | 6-3, 6-7(4), 6-4  |
| Finale            | Samantha Stosur    | 6-2, 4-6, 7-5     |

| The Qatar Airways Tournament of Champions, Sofia | The Qatar Airways Tournament of Champions, Sofia | The Qatar Airways Tournament of Champions, Sofia |
| 30. oktober – 4. november                        | 30. oktober – 4. november                        | 30. oktober – 4. november                        |
| Runde                                            | Modstander                                       | Resultat                                         |
| ------------------------------------------------ | ------------------------------------------------ | ------------------------------------------------ |
| 1. Gr-kamp                                       | Roberta Vinci                                    | 6-3, 6-1                                         |
| 2. Gr-kamp                                       | Daniela Hantuchova                               | 3-6, 7-6(4), 6-3                                 |
| 3. Gr-kamp                                       | Su-Wei Hsieh                                     | 6-2, 6-2                                         |
| Semifinale                                       | Tsvetana Pironkova                               | 6-4, 6-1                                         |
| Finale                                           | Nadia Petrova                                    | 2-6, 1-6                                         |

### Finaleoversigt
Seneste opdateret 23. december 2012
| Finaleoversigt                   | Finaleoversigt | Finaleoversigt | Finaleoversigt |
| Turneringstype                   | Vundne         | Tabte          | Total          |
| -------------------------------- | -------------- | -------------- | -------------- |
| Grand Slam                       | –              | 1              | 1              |
| Year–End Championships           | –              | 1              | 1              |
| Year–End Tournament of Champions | –              | 1              | 1              |
| WTA Premier Mandatory            | 2              | 2              | 4              |
| WTA Premier 5                    | 3              | -              | 3              |
| WTA Premier                      | 8              | 3              | 11             |
| WTA International                | 7              | 4              | 11             |
| ITF Tour                         | 4              | 2              | 6              |
| Total                            | 24             | 14             | 38             |

### Grand Slamstatistik
| Grand Slam Turneringer |      |      |      |      |      |      |      |
| Turneringer            | 2006 | 2007 | 2008 | 2009 | 2010 | 2011 | 2012 |
| Australian Open        | -    | -    | 4R   | 3R   | 4R   | SF   | QF   |
| French Open            | -    | 1R   | 3R   | 3R   | QF   | 3R   | 3R   |
| Wimbledon              | q    | 2R   | 3R   | 4R   | 4R   | 4R   | 1R   |
| US Open                | -    | 2R   | 4R   | F    | SF   | SF   | 1R   |

### Resultater mod top 10-spillere
Caroline Wozniacki har foreløbigt spillet 63 kampe mod top 10-spillere på verdensranglisten. Caroline Wozniackis vinder/taberstatistik er 27/35. Senest opdateret 21. oktober 2012
| Resultater mod top 10-spillere | Resultater mod top 10-spillere | Resultater mod top 10-spillere | Resultater mod top 10-spillere | Resultater mod top 10-spillere | Resultater mod top 10-spillere | Resultater mod top 10-spillere | Resultater mod top 10-spillere |
| Modstander                     | Resultat                       | Cifre                          | Modstanders ranking            | Egen ranking                   | Turnering                      | År                             | Turneringstype                 |
| ------------------------------ | ------------------------------ | ------------------------------ | ------------------------------ | ------------------------------ | ------------------------------ | ------------------------------ | ------------------------------ |
| Martina Hingis                 | T                              | 3-6, 2-6                       | 8                              | 292                            | Seoul                          | 2006                           | TOUR                           |
| Martina Hingis                 | T                              | 1-6, 3-6                       | 6                              | 138                            | Indian Wells Masters           | 2007                           | TOUR                           |
| Venus Williams                 | T                              | 3-6, 5-7                       | 8                              | 73                             | Japan Open                     | 2007                           | TOUR                           |
| Venus Williams                 | T                              | 2-6, 2-6                       | 8                              | 64                             | Bangkok Open                   | 2007                           | TOUR                           |
| Ana Ivanovic                   | T                              | 1-6, 6-7(2)                    | 3                              | 64                             | Australian Open                | 2008                           | GS                             |
| Marion Bartoli                 | V                              | 6-2, 6-3                       | 9                              | 53                             | Qatar Open                     | 2008                           | TOUR                           |
| Maria Sharapova                | T                              | 0-6, 1-6                       | 5                              | 53                             | Qatar Open                     | 2008                           | TOUR                           |
| Svetlana Kuznetsova            | T                              | 2-6, 3-6                       | 3                              | 47                             | Indian Wells Masters           | 2008                           | TOUR                           |
| Marion Bartoli                 | V                              | 6-3, 6-1                       | 10                             | 43                             | Miami                          | 2008                           | TOUR                           |
| Venus Williams                 | T                              | 3-6, 3-6                       | 7                              | 43                             | Miami                          | 2008                           | TOUR                           |
| Maria Sharapova                | T                              | 4-6, 6-7(3)                    | 2                              | 36                             | Indian Wells Masters           | 2008                           | TOUR                           |
| Ana Ivanovic                   | T                              | 4-6, 1-6                       | 2                              | 34                             | French Open                    | 2008                           | GS                             |
| Svetlana Kuznetsova            | V                              | 6-2, 6-2                       | 4                              | 32                             | Eastbourne                     | 2008                           | TOUR                           |
| Jelena Jankovic                | T                              | 6-2, 4-6, 2-6                  | 3                              | 30                             | Wimbledon                      | 2008                           | GS                             |
| Agnieszka Radwanska            | V                              | 6-4, 6-1                       | 10                             | 26                             | Nordea Nordic Light Open       | 2008                           | TOUR                           |
| Elena Dementieva               | T                              | 6-7(3), 2-6                    | 7                              | 22                             | Olympiske Lege – Beijing       | 2008                           | TOUR                           |
| Jelena Jankovic                | T                              | 3-6 6-2 1-6                    | 2                              | 18                             | US Open                        | 2008                           | GS                             |
| Elena Dementieva               | T                              | 6-2, 4-6, 6-7(4)               | 5                              | 16                             | Luxembourg                     | 2008                           | TOUR                           |
| Serena Williams                | T                              | 7-6(5), 3-6, 6-7(3)            | 2                              | 12                             | Sydney                         | 2009                           | TOUR                           |
| Vera Zvonareva                 | T                              | 4-6, 2-6                       | 6                              | 13                             | Indian Wells Masters           | 2009                           | TOUR                           |
| Elena Dementieva               | V                              | 7-5, 6-4                       | 4                              | 12                             | Indian Wells Masters           | 2009                           | TOUR                           |
| Svetlana Kuznetsova            | T                              | 4-6, 7-6, 1-6                  | 8                              | 12                             | Indian Wells Masters           | 2009                           | TOUR                           |
| Elena Dementieva               | V                              | 6-4, 5-7, 7-5                  | 3                              | 12                             | Charleston                     | 2009                           | TOUR                           |
| Victoria Azarenka              | T                              | 2-6, 2-6                       | 9                              | 11                             | Rom                            | 2009                           | TOUR                           |
| Dinara Safina                  | T                              | 2-6, 4-6                       | 1                              | 11                             | Madrid                         | 2009                           | TOUR                           |
| Elena Dementieva               | T                              | 2-6, 1-6                       | 4                              | 8                              | Cincinnati                     | 2009                           | TOUR                           |
| Flavia Pennetta                | V                              | 6-4, 6-1                       | 10                             | 8                              | New Haven                      | 2009                           | TOUR                           |
| Svetlana Kuznetsova            | V                              | 2-6, 7-6(5), 7-6(3)            | 6                              | 8                              | US Open                        | 2009                           | GS                             |
| Vera Zvonareva                 | V                              | 6-0, 6-7(3), 6-4               | 9                              | 4                              | WTA Championships – Doha       | 2009                           | SEC                            |
| Jelena Jankovic                | T                              | 2-6, 2-6                       | 8                              | 4                              | WTA Championships – Doha       | 2009                           | SEC                            |
| Victoria Azarenka              | V                              | 1-6, 6-4, 7-5                  | 6                              | 4                              | WTA Championships – Doha       | 2009                           | SEC                            |
| Serena Williams                | T                              | 4-6, 1-0 RET                   | 2                              | 4                              | WTA Championships – Doha       | 2009                           | SEC                            |
| Agnieszka Radwanska            | V                              | 6-2, 6-3                       | 8                              | 4                              | Indian Wells Masters           | 2010                           | TOUR                           |
| Jelena Jankovic                | T                              | 2-6, 4-6                       | 9                              | 4                              | Indian Wells Masters           | 2010                           | TOUR                           |
| Francesca Schiavone            | V                              | 6-3, 6-2                       | 7                              | 2                              | Canada Masters                 | 2010                           | TOUR                           |
| Vera Zvonareva                 | T                              | 4-6, 3-6                       | 8                              | 2                              | US Open                        | 2010                           | GS                             |
| Agnieszka Radwanska            | V                              | 5-0 RET                        | 9                              | 2                              | Tokyo                          | 2010                           | TOUR                           |
| Elena Dementieva               | V                              | 1-6, 6-2, 6-3                  | 10                             | 2                              | Tokyo                          | 2010                           | TOUR                           |
| Vera Zvonareva                 | V                              | 6-3, 3-6, 6-3                  | 4                              | 1                              | China Open                     | 2010                           | TOUR                           |
| Elena Dementieva               | V                              | 6-1, 6-1                       | 9                              | 1                              | WTA Championships – Doha       | 2010                           | SEC                            |
| Samantha Stosur                | T                              | 4-6, 3-6                       | 7                              | 1                              | WTA Championships – Doha       | 2010                           | SEC                            |
| Francesca Schiavone            | V                              | 3-6, 6-1, 6-1                  | 6                              | 1                              | WTA Championships – Doha       | 2010                           | SEC                            |
| Vera Zvonareva                 | V                              | 7-5, 6-0                       | 2                              | 1                              | WTA Championships – Doha       | 2010                           | SEC                            |
| Kim Clijsters                  | T                              | 3-6, 7-5, 3-6                  | 4                              | 1                              | WTA Championships – Doha       | 2010                           | SEC                            |
| Francesca Schiavone            | V                              | 3-6, 6-3, 6-3                  | 7                              | 1                              | Australian Open                | 2011                           | GS                             |
| Jelena Jankovic                | V                              | 7-5, 6-3                       | 8                              | 1                              | Dubai                          | 2011                           | TOUR                           |
| Vera Zvonareva                 | T                              | 4-6, 4-6                       | 3                              | 1                              | Doha                           | 2011                           | TOUR                           |
| Victoria Azarenka              | V                              | 3-0 RET                        | 9                              | 1                              | Indian Wells Masters           | 2011                           | TOUR                           |
| Jelena Jankovic                | V                              | 6-4, 4-6                       | 8                              | 1                              | Charleston                     | 2011                           | TOUR                           |
| Jelena Jankovic                | V                              | 6-3, 1-6, 6-3                  | 9                              | 1                              | Rom                            | 2011                           | TOUR                           |
| Maria Sharapova                | T                              | 5-7, 3-6                       | 8                              | 1                              | Rom                            | 2011                           | TOUR                           |
| Francesca Schiavone            | V                              | 6-4, 4-6, 6-3                  | 5                              | 1                              | Brussels Open                  | 2011                           | TOUR                           |
| Francesca Schiavone            | V                              | 7-6(2), 6-3                    | 8                              | 1                              | New Haven                      | 2011                           | TOUR                           |
| Agnieszka Radwanska            | V                              | 5-7, 6-2, 6-4                  | 8                              | 1                              | WTA Championships – Istanbul   | 2011                           | SEC                            |
| Vera Zvonareva                 | T                              | 2-6, 6-4, 3-6                  | 6                              | 1                              | WTA Championships – Istanbul   | 2011                           | SEC                            |
| Petra Kvitova                  | T                              | 4-6, 2-6                       | 3                              | 1                              | WTA Championships – Istanbul   | 2011                           | SEC                            |
| Agnieszka Radwanska            | T                              | 3-6, 5-7, 2-6                  | 8                              | 1                              | Sydney                         | 2012                           | TOUR                           |
| Maria Sharapova                | T                              | 6-4, 2-6, 4-6                  | 2                              | 6                              | Miami                          | 2012                           | TOUR                           |
| Serena Williams                | T                              | 6-1, 3-6, 2-6                  | 9                              | 6                              | Rom                            | 2012                           | TOUR                           |
| Serena Williams                | T                              | 0-6, 3-6                       | 4                              | 8                              | Olympiske Lege - London        | 2012                           | TOUR                           |
| Petra Kvitova                  | T                              | 6-3, 2-6, 3-6                  | 6                              | 8                              | Montreal                       | 2012                           | TOUR                           |
| Angelique Kerber               | T                              | 1-6 6-2 4-6                    | 6                              | 11                             | Beijing                        | 2012                           | TOUR                           |
| Samantha Stosur                | V                              | 6-2, 4-6, 7-5                  | 9                              | 11                             | Moskva                         | 2012                           | TOUR                           |

### Statistik mod top 10-spillere
Kriteriet for nedenstående liste er, at spilleren har været top 10 spiller på verdensranglisten på et eller andet tidspunkt, hvor Caroline Wozniacki har spillet mod pågældende spiller. Senest opdateret 21. oktober 2012
| Spiller             | Højeste ranking | Stilling | Hardcourt | Grus | Græs |
| Kim Clijsters       | 1               | 0–3      | 0–3       | 0–0  | 0–0  |
| Martina Hingis      | 1               | 0–2      | 0–2       | 0–0  | 0–0  |
| Ana Ivanović        | 1               | 2–3      | 2–2       | 0–1  | 0–0  |
| Jelena Janković     | 1               | 4–4      | 2–3       | 2–0  | 0–1  |
| Dinara Safina       | 1               | 0–1      | 0–0       | 0–1  | 0–0  |
| Maria Sharapova     | 1               | 2–4      | 2–2       | 0–2  | 0–0  |
| Serena Williams     | 1               | 1–5      | 1–3       | 0–1  | 0–1  |
| Venus Williams      | 1               | 0–4      | 0–4       | 0–0  | 0–0  |
| Victoria Azarenka   | 1               | 4–2      | 4–1       | 0–1  | 0–0  |
| Vera Zvonareva      | 2               | 4–5      | 4–4       | 0–1  | 0–0  |
| Svetlana Kuznetsova | 2               | 5–2      | 4–2       | 0–0  | 1–0  |
| Petra Kvitova       | 2               | 3–3      | 1–2       | 2–0  | 0–1  |
| Elena Dementieva    | 3               | 5–3      | 4–3       | 1–0  | 0–0  |
| Francesca Schiavone | 4               | 5–2      | 4–1       | 1–1  | 0–0  |
| Samantha Stosur     | 4               | 3–3      | 1–2       | 1–0  | 1–1  |
| Agnieszka Radwanska | 4               | 5–2      | 4–2       | 1–0  | 0–0  |
| Angelique Kerber    | 6               | 2–3      | 2–2       | 0–1  | 0–0  |
| Marion Bartoli      | 7               | 5–2      | 5–1       | 0–1  | 0–0  |
| Flavia Pennetta     | 10              | 6–1      | 4–1       | 2–0  | 0–0  |

Spillere markeret med lysebrun farve har stoppet karrieren.

## Double

### Kampe

#### 2005
I 2005 deltog Caroline Wozniacki i alt i 1 WTA Tour turnering efter invitation i form af wild cards. Caroline Wozniacki optjente i 2005 sæsonen i alt $ 275 i præmiepenge. Caroline Wozniacki startede 2005 sæsonen uden registreringer på verdensranglisten og sluttede sæsonen uden listning på verdensranglisten.
| Nordea Nordic Light Open | Nordea Nordic Light Open | Nordea Nordic Light Open                  | Nordea Nordic Light Open |
| 8. – 14. August          | 8. – 14. August          | 8. – 14. August                           | 8. – 14. August          |
| Makker                   | Runde                    | Modstandere                               | Resultat                 |
| ------------------------ | ------------------------ | ----------------------------------------- | ------------------------ |
| Anastasija Myskina       | 1. runde                 | Ekaterina Bychkova Stéphanie Foretz Gacon | 4-6, 6-3, 3-6            |

#### 2006
I 2006 deltog Caroline Wozniacki i alt i 7 turneringer fordelt på 4 WTA Tour turneringer og 3 ITF turneringer. Caroline Wozniacki optjente i 2006 sæsonen i alt $ 3.834 i præmiepenge. Caroline Wozniacki startede 2006 sæsonen uden listning på verdensranglisten og sluttede sæsonen som nummer 215.
| Cellular South Cup Memphis | Cellular South Cup Memphis | Cellular South Cup Memphis               | Cellular South Cup Memphis |
| 19. – 25. februar          | 19. – 25. februar          | 19. – 25. februar                        | 19. – 25. februar          |
| Makker                     | Runde                      | Modstandere                              | Resultat                   |
| -------------------------- | -------------------------- | ---------------------------------------- | -------------------------- |
| Victoria Azarenka          | 1. runde                   | Sandra Klösel Tatiana Perebiynis         | 6-4, 6-3                   |
| Victoria Azarenka          | 2. runde                   | Anna-Lena Groenefeld Meghann Shaughnessy | W/O                        |
| Victoria Azarenka          | Semifinale                 | Carly Gullickson Ashley Harkleroad       | 3-6, 6-4, 7-5              |
| Victoria Azarenka          | Finale                     | Lisa Raymond Samantha Stosur             | 6-7(2), 3-6                |

| Saint-Gaudens ITF | Saint-Gaudens ITF | Saint-Gaudens ITF                     | Saint-Gaudens ITF |
| 15. – 21. maj     | 15. – 21. maj     | 15. – 21. maj                         | 15. – 21. maj     |
| Makker            | Runde             | Modstandere                           | Resultat          |
| ----------------- | ----------------- | ------------------------------------- | ----------------- |
| Olga Govortsova   | 1. runde          | Leonie Mekel Joanna Sakowicz-Kostecka | 4-6, 2-6          |

| Nordea Nordic Light Open | Nordea Nordic Light Open | Nordea Nordic Light Open     | Nordea Nordic Light Open |
| 7. – 13. august          | 7. – 13. august          | 7. – 13. august              | 7. – 13. august          |
| Makker                   | Runde                    | Modstandere                  | Resultat                 |
| ------------------------ | ------------------------ | ---------------------------- | ------------------------ |
| Essi Laine               | 1. runde                 | Mari Andersson Nadja Roma    | 6-4, 6-1                 |
| Essi Laine               | 2. runde                 | Eleni Daniilidou Jasmin Wöhr | 4-6, 0-6                 |

| Seoul                      | Seoul                      | Seoul                               | Seoul                      |
| 25. september – 1. oktober | 25. september – 1. oktober | 25. september – 1. oktober          | 25. september – 1. oktober |
| Makker                     | Runde                      | Modstandere                         | Resultat                   |
| -------------------------- | -------------------------- | ----------------------------------- | -------------------------- |
| Ioana Raluca Olaru         | 1. runde                   | Virginia Ruano Pascual Paola Suárez | 2-6, 0-6                   |

| Japan Open      | Japan Open      | Japan Open                       | Japan Open      |
| 2. – 8. oktober | 2. – 8. oktober | 2. – 8. oktober                  | 2. – 8. oktober |
| Makker          | Runde           | Modstandere                      | Resultat        |
| --------------- | --------------- | -------------------------------- | --------------- |
| Antonia Matic   | 1. Runde        | Mariana Díaz-Oliva Julia Schruff | 4-6, 6-7(6)     |

| Istanbul ITF      | Istanbul ITF      | Istanbul ITF                           | Istanbul ITF      |
| 23. – 29. oktober | 23. – 29. oktober | 23. – 29. oktober                      | 23. – 29. oktober |
| Makker            | Runde             | Modstandere                            | Resultat          |
| ----------------- | ----------------- | -------------------------------------- | ----------------- |
| Pemra Özgen       | 1. runde          | Tatjana Malek Nadja Pavic              | 7-5, 6-2          |
| Pemra Özgen       | 2. runde          | Monica Niculescu Adriana Serra Zanetti | 7-6(5), 1-6, 5-7  |

| Kao-Hsiung ITF     | Kao-Hsiung ITF     | Kao-Hsiung ITF                 | Kao-Hsiung ITF     |
| 14. – 19. november | 14. – 19. november | 14. – 19. november             | 14. – 19. november |
| Makker             | Runde              | Modstandere                    | Resultat           |
| ------------------ | ------------------ | ------------------------------ | ------------------ |
| Katie O'Brien      | 1. runde           | Alison Bai Nudnida Luangnam    | 6-3, 6-3           |
| Katie O'Brien      | 2. runde           | Shiho Hisamatsu Akiko Yonemura | W/O                |

#### 2007
I 2007 deltog Caroline Wozniacki i alt i 16 turneringer fordelt på 1 Grand Slam turnering, 11 WTA Tour turneringer og 4 ITF turneringer. Caroline Wozniacki optjente i 2007 sæsonen i alt $ 13.855 i præmiepenge. Caroline Wozniacki startede 2007 sæsonen som nummer 215 på verdensranglisten og sluttede sæsonen som nummer 150.
| Ortisei ITF             | Ortisei ITF             | Ortisei ITF                                   | Ortisei ITF             |
| 30. januar – 4. februar | 30. januar – 4. februar | 30. januar – 4. februar                       | 30. januar – 4. februar |
| Makker                  | Runde                   | Modstandere                                   | Resultat                |
| ----------------------- | ----------------------- | --------------------------------------------- | ----------------------- |
| Ekaterina Dzehalevich   | 1. runde                | Tatiana Perebiynis Barbora Zahlavova Strycova | 6-3, 4-6, 2-6           |

| Las Vegas ITF        | Las Vegas ITF    | Las Vegas ITF                     | Las Vegas ITF    |
| 7. – 11. februar     | 7. – 11. februar | 7. – 11. februar                  | 7. – 11. februar |
| Makker               | Runde            | Modstandere                       | Resultat         |
| -------------------- | ---------------- | --------------------------------- | ---------------- |
| Edina Gallovits-Hall | 1. runde         | Natalie Grandin Raquel Kops-Jones | 6-7(5), 2-6      |

| Cellular South Cup Memphis | Cellular South Cup Memphis | Cellular South Cup Memphis         | Cellular South Cup Memphis |
| 18. – 25. februar          | 18. – 25. februar          | 18. – 25. februar                  | 18. – 25. februar          |
| Makker                     | Runde                      | Modstandere                        | Resultat                   |
| -------------------------- | -------------------------- | ---------------------------------- | -------------------------- |
| Lauren Albanese            | 1. runde                   | Natalie Grandin Chanelle Scheepers | 6-2, 6-3                   |
| Lauren Albanese            | 2. runde                   | Bethanie Mattek-Sands Meilen Tu    | 6-7(4), 3-6                |

| Indian Wells Masters | Indian Wells Masters | Indian Wells Masters                      | Indian Wells Masters |
| 7. – 18. marts       | 7. – 18. marts       | 7. – 18. marts                            | 7. – 18. marts       |
| Makker               | Runde                | Modstandere                               | Resultat             |
| -------------------- | -------------------- | ----------------------------------------- | -------------------- |
| Corina Morariu       | 1. runde             | Jelena Jankovic Bethanie Mattek-Sands     | 6-4, 6-4             |
| Corina Morariu       | 2. runde             | Elena Likhovtseva Anabel Medina Garrigues | 3-6, 1-6             |

| Latina ITF           | Latina ITF           | Latina ITF                         | Latina ITF           |
| 26. marts – 1. april | 26. marts – 1. april | 26. marts – 1. april               | 26. marts – 1. april |
| Makker               | Runde                | Modstandere                        | Resultat             |
| -------------------- | -------------------- | ---------------------------------- | -------------------- |
| Lina Stančiūtė       | 1. runde             | Alexandra Dulgheru Vojislava Lukić | 6-2, 4-6, 5-7        |

| Dinan ITF     | Dinan ITF     | Dinan ITF                          | Dinan ITF     |
| 2. – 8. april | 2. – 8. april | 2. – 8. april                      | 2. – 8. april |
| Makker        | Runde         | Modstandere                        | Resultat      |
| ------------- | ------------- | ---------------------------------- | ------------- |
| Olga Savchuk  | 1. runde      | Stephanie Cohen-Aloro Selima Sfar  | 0-6, 6-1, 6-3 |
| Olga Savchuk  | 2. runde      | Angelique Kerber Yvonne Meusburger | W/O           |

| Estoril Open       | Estoril Open       | Estoril Open                             | Estoril Open       |
| 30. april – 6. maj | 30. april – 6. maj | 30. april – 6. maj                       | 30. april – 6. maj |
| Makker             | Runde              | Modstandere                              | Resultat           |
| ------------------ | ------------------ | ---------------------------------------- | ------------------ |
| Victoria Azarenka  | 1. runde           | Andreea Ehritt-Vanc Anastasija Rodionova | 6-3, 4-6, 11-13    |

| Fes              | Fes           | Fes                          | Fes            |
| 14. – 20. maj    | 14. – 20. maj | 14. – 20. maj                | 14. – 20. maj  |
| Makker           | Runde         | Modstandere                  | Resultat       |
| ---------------- | ------------- | ---------------------------- | -------------- |
| Timea Bacsinszky | 1. runde      | Camille Pin Milagros Sequera | 6-3, 3-6, 6-11 |

| Palermo        | Palermo        | Palermo                                | Palermo        |
| 16. – 22. juli | 16. – 22. juli | 16. – 22. juli                         | 16. – 22. juli |
| Makker         | Runde          | Modstandere                            | Resultat       |
| -------------- | -------------- | -------------------------------------- | -------------- |
| Agnes Szavay   | 1. runde       | Lourdes Dominguez Lino Flavia Pennetta | 6-3, 6-2       |
| Agnes Szavay   | 2. runde       | Sophie Lefevre Agnes Szatmari          | 4-6, 6-0, 7-10 |

| Nordea Nordic Light Open | Nordea Nordic Light Open | Nordea Nordic Light Open                       | Nordea Nordic Light Open |
| 30. juli – 5. august     | 30. juli – 5. august     | 30. juli – 5. august                           | 30. juli – 5. august     |
| Makker                   | Runde                    | Modstandere                                    | Resultat                 |
| ------------------------ | ------------------------ | ---------------------------------------------- | ------------------------ |
| Eva Birnerová            | 1. runde                 | Michaela Johansson Hanna Nooni                 | 6-3, 6-3                 |
| Eva Birnerová            | 2. runde                 | Anabel Medina Garrigues Virginia Ruano Pascual | 6-7(2), 4-6              |

| US Open                   | US Open                   | US Open                          | US Open                   |
| 27. august – 9. september | 27. august – 9. september | 27. august – 9. september        | 27. august – 9. september |
| Makker                    | Runde                     | Modstandere                      | Resultat                  |
| ------------------------- | ------------------------- | -------------------------------- | ------------------------- |
| Essi Laine                | 1. runde                  | Elena Dementieva Flavia Pennetta | 4-6, 1-6                  |

| Bali                | Bali                | Bali                           | Bali                |
| 10. – 16. september | 10. – 16. september | 10. – 16. september            | 10. – 16. september |
| Makker              | Runde               | Modstandere                    | Resultat            |
| ------------------- | ------------------- | ------------------------------ | ------------------- |
| Andreja Klepač      | 1. runde            | Akgul Amanmuradova Sunitha Rao | 6-0, 3-6, 8-10      |

| China Open          | China Open          | China Open                      | China Open          |
| 17. – 23. september | 17. – 23. september | 17. – 23. september             | 17. – 23. september |
| Makker              | Runde               | Modstandere                     | Resultat            |
| ------------------- | ------------------- | ------------------------------- | ------------------- |
| Alina Jidkova       | 1. runde            | Sun Shengnan Sun Tiantian       | 7-6(8), 1-6, 10-7   |
| Alina Jidkova       | 2. runde            | Catalina Castaño Abigail Spears | 6-1, 1-6, 3-10      |

| Seoul               | Seoul               | Seoul                   | Seoul               |
| 24. – 30. september | 24. – 30. september | 24. – 30. september     | 24. – 30. september |
| Makker              | Runde               | Modstandere             | Resultat            |
| ------------------- | ------------------- | ----------------------- | ------------------- |
| Agnes Szatmari      | 1. runde            | So-Jung Kim Ai Sugiyama | 4-6, 4-6            |

| Japan Open      | Japan Open      | Japan Open                      | Japan Open      |
| 1. – 7. oktober | 1. – 7. oktober | 1. – 7. oktober                 | 1. – 7. oktober |
| Makker          | Runde           | Modstandere                     | Resultat        |
| --------------- | --------------- | ------------------------------- | --------------- |
| Flavia Pennetta | 1. runde        | Casey Dellacqua Natalie Grandin | 1-6, 3-6        |

| Bangkok Open      | Bangkok Open     | Bangkok Open        | Bangkok Open     |
| 8. – 14. oktober  | 8. – 14. oktober | 8. – 14. oktober    | 8. – 14. oktober |
| Makker            | Runde            | Modstandere         | Resultat         |
| ----------------- | ---------------- | ------------------- | ---------------- |
| Urszula Radwanska | 1. runde         | Yan Zi Sun Tiantian | 1-6, 6-4, 4-10   |

#### 2008
I 2008 deltog Caroline Wozniacki i alt i 10 turneringer fordelt på 4 Grand Slamturneringer, 5 WTA Tourturneringer og 1 ITF-turnering. Caroline Wozniacki vandt i 2008 sin første doubleturnering. Det skete i Beijing sammen med den spanske makker Anabel Medina Garrigues. Caroline Wozniacki optjente i 2008 sæsonen i alt $ 53.279 i præmiepenge. Caroline Wozniacki startede 2008 sæsonen som nummer 150 på verdensranglisten og sluttede sæsonen som nummer 79.
| Australian Open  | Australian Open  | Australian Open         | Australian Open  |
| 14. – 27. januar | 14. – 27. januar | 14. – 27. januar        | 14. – 27. januar |
| Makker           | Runde            | Modstandere             | Resultat         |
| ---------------- | ---------------- | ----------------------- | ---------------- |
| Klaudia Jans     | 1. runde         | Sara Errani Kaia Kanepi | 1-6, 6-2, 6-0    |
| Klaudia Jans     | 2. runde         | Yan Zi Jie Zheng        | 2-6, 3-6         |

| Qatar Open        | Qatar Open        | Qatar Open                       | Qatar Open        |
| 18. – 24. februar | 18. – 24. februar | 18. – 24. februar                | 18. – 24. februar |
| Makker            | Runde             | Modstandere                      | Resultat          |
| ----------------- | ----------------- | -------------------------------- | ----------------- |
| Venus Williams    | 1. runde          | Vera Dushevina Elena Likhovtseva | 6-0, 4-6, 10-8    |
| Venus Williams    | 2. runde          | Yung-Jan Chan Chuang Chia-jung   | 2-6, 3-6          |

| Miami                | Miami                | Miami                                          | Miami                |
| 26. marts – 6. april | 26. marts – 6. april | 26. marts – 6. april                           | 26. marts – 6. april |
| Makker               | Runde                | Modstandere                                    | Resultat             |
| -------------------- | -------------------- | ---------------------------------------------- | -------------------- |
| Akgul Amanmuradova   | 1. runde             | Anabel Medina Garrigues Virginia Ruano Pascual | 6-4, 3-6, 10-5       |
| Akgul Amanmuradova   | 2. runde             | Victoria Azarenka Shahar Peer                  | 3-6, 3-6             |

| Rome Masters    | Rome Masters  | Rome Masters     | Rome Masters  |
| 12. – 18. maj   | 12. – 18. maj | 12. – 18. maj    | 12. – 18. maj |
| Makker          | Runde         | Modstandere      | Resultat      |
| --------------- | ------------- | ---------------- | ------------- |
| Corinna Dentoni | 1. runde      | Yan Zi Jie Zheng | 5-7, 3-6      |

| French Open       | French Open       | French Open                    | French Open       |
| 25. maj – 8. juni | 25. maj – 8. juni | 25. maj – 8. juni              | 25. maj – 8. juni |
| Makker            | Runde             | Modstandere                    | Resultat          |
| ----------------- | ----------------- | ------------------------------ | ----------------- |
| Jill Craybas      | 1. runde          | Katarina Srebotnik Ai Sugiyama | 0-6, 1-6          |

| Wimbledon          | Wimbledon          | Wimbledon                       | Wimbledon          |
| 23. juni – 6. juli | 23. juni – 6. juli | 23. juni – 6. juli              | 23. juni – 6. juli |
| Makker             | Runde              | Modstandere                     | Resultat           |
| ------------------ | ------------------ | ------------------------------- | ------------------ |
| Jill Craybas       | 1. runde           | Maria Kirilenko Flavia Pennetta | 1-6, 3-6           |

| US Open                   | US Open                   | US Open                                        | US Open                   |
| 25. august – 7. september | 25. august – 7. september | 25. august – 7. september                      | 25. august – 7. september |
| Makker                    | Runde                     | Modstandere                                    | Resultat                  |
| ------------------------- | ------------------------- | ---------------------------------------------- | ------------------------- |
| Marta Domachowska         | 1. runde                  | Sybille Bammer Martina Müller                  | 6-1, 6-4                  |
| Marta Domachowska         | 2. runde                  | Anabel Medina Garrigues Virginia Ruano Pascual | 2-6, 3-6                  |

| Pan Pacific Open    | Pan Pacific Open    | Pan Pacific Open                       | Pan Pacific Open    |
| 16. – 21. september | 16. – 21. september | 16. – 21. september                    | 16. – 21. september |
| Makker              | Runde               | Modstandere                            | Resultat            |
| ------------------- | ------------------- | -------------------------------------- | ------------------- |
| Shahar Peer         | 1. runde            | Yaroslava Shvedova Tamarine Tanasugarn | 6-4, 2-6, 6-10      |

| China Open              | China Open          | China Open                            | China Open          |
| 22. – 28. september     | 22. – 28. september | 22. – 28. september                   | 22. – 28. september |
| Makker                  | Runde               | Modstandere                           | Resultat            |
| ----------------------- | ------------------- | ------------------------------------- | ------------------- |
| Anabel Medina Garrigues | 1. runde            | Anna Chakvetadze Dominika Cibulkova   | 6-3, 6-2            |
| Anabel Medina Garrigues | 2. runde            | Alize Cornet Anastasia Pavlyuchenkova | 6-3, 7-5            |
| Anabel Medina Garrigues | Semifinale          | Lu Jing-Jing Zhang Shuai              | 6-1, 6-1            |
| Anabel Medina Garrigues | Finale              | Han Xinyun Xu Yi-Fan                  | 6-1, 6-3            |

| Danish Open ITF    | Danish Open ITF    | Danish Open ITF                  | Danish Open ITF    |
| 17. – 23. november | 17. – 23. november | 17. – 23. november               | 17. – 23. november |
| Makker             | Runde              | Modstandere                      | Resultat           |
| ------------------ | ------------------ | -------------------------------- | ------------------ |
| Malou Ejdesgaard   | 1. runde           | Alexandra Panova Stefanie Vögele | 2-6, 5-7           |

#### 2009
I 2009 deltog Caroline Wozniacki i alt i 13 turneringer fordelt på 4 Grand Slamturnering og 11 WTA Tourturneringer. Caroline Wozniacki vandt i 2009 sin anden doubleturnering. Det skete i Memphis sammen med den hviderussiske makker Victoria Azarenka. Caroline Wozniacki optjente i 2009 sæsonen i alt $ 46.858 i præmiepenge. Caroline Wozniacki startede 2009 sæsonen som nummer 79 på verdensranglisten og sluttede sæsonen som nummer 70.
| Auckland        | Auckland        | Auckland                     | Auckland          |
| 5. – 11. januar | 5. – 11. januar | 5. – 11. januar              | 5. – 11. januar   |
| Makker          | Runde           | Modstandere                  | Resultat          |
| --------------- | --------------- | ---------------------------- | ----------------- |
| Shahar Peer     | 1. runde        | Betina Jozami Shikha Uberoi  | 6-2, 6-3          |
| Shahar Peer     | 2. runde        | Julie Ditty Carly Gullickson | 6-7(4), 6-1, 4-10 |

| Australian Open         | Australian Open         | Australian Open                      | Australian Open         |
| 19. januar – 1. februar | 19. januar – 1. februar | 19. januar – 1. februar              | 19. januar – 1. februar |
| Makker                  | Runde                   | Modstandere                          | Resultat                |
| ----------------------- | ----------------------- | ------------------------------------ | ----------------------- |
| Shahar Peer             | 1. runde                | Alla Kudryavtseva Ekaterina Makarova | 6-2, 6-3                |

| Memphis           | Memphis           | Memphis                          | Memphis           |
| 15. – 22. februar | 15. – 22. februar | 15. – 22. februar                | 15. – 22. februar |
| Makker            | Runde             | Modstandere                      | Resultat          |
| ----------------- | ----------------- | -------------------------------- | ----------------- |
| Victoria Azarenka | 1. runde          | Sarah Borwell Courtney Nagle     | 6-4, 6-2          |
| Victoria Azarenka | 2. Runde          | Alexa Glatch Shenay Perry        | 6-3, 6-0          |
| Victoria Azarenka | Semifinale        | Maria Kondratieva Sophie Lefevre | 6-1, 6-2          |
| Victoria Azarenka | Finale            | Yuliana Fedak Michaella Krajicek | 6-1, 7-6(2)       |

| Indian Wells        | Indian Wells    | Indian Wells                      | Indian Wells       |
| 11. – 22. marts     | 11. – 22. marts | 11. – 22. marts                   | 11. – 22. marts    |
| Makker              | Runde           | Modstandere                       | Resultat           |
| ------------------- | --------------- | --------------------------------- | ------------------ |
| Francesca Schiavone | 1. runde        | Alisa Kleybanova Monica Niculescu | 7-6(5), 4-6, 10-12 |

| Miami                | Miami                | Miami                               | Miami                |
| 25. marts – 5. april | 25. marts – 5. april | 25. marts – 5. april                | 25. marts – 5. april |
| Makker               | Runde                | Modstandere                         | Resultat             |
| -------------------- | -------------------- | ----------------------------------- | -------------------- |
| Sorana Cirstea       | 1. runde             | Svetlana Kuznetsova Amelie Mauresmo | 6-4, 4-6, 8-10       |

| Ponte Vedra Beach          | Ponte Vedra Beach | Ponte Vedra Beach                    | Ponte Vedra Beach |
| 6. – 12. april             | 6. – 12. april    | 6. – 12. april                       | 6. – 12. april    |
| Makker                     | Runde             | Modstandere                          | Resultat          |
| -------------------------- | ----------------- | ------------------------------------ | ----------------- |
| Barbora Zahlavova Strycova | 1. Runde          | Jill Craybas Mashona Washington      | 6-2, 1-6, 10-7    |
| Barbora Zahlavova Strycova | 2. runde          | Alona Bondarenko Kateryna Bondarenko | W/O               |
| Barbora Zahlavova Strycova | Semifinale        | Květa Peschke Lisa Raymond           | 6-4, 7-5, 13-15   |

| Rom              | Rom          | Rom                            | Rom            |
| 3. – 10. maj     | 3. – 10. maj | 3. – 10. maj                   | 3. – 10. maj   |
| Makker           | Runde        | Modstandere                    | Resultat       |
| ---------------- | ------------ | ------------------------------ | -------------- |
| Janette Husárová | 1. runde     | Daniela Hantuchova Ai Sugiyama | 6-3, 4-6, 8-10 |

| French Open       | French Open       | French Open                     | French Open       |
| 24. maj – 7. juni | 24. maj – 7. juni | 24. maj – 7. juni               | 24. maj – 7. juni |
| Makker            | Runde             | Modstandere                     | Resultat          |
| ----------------- | ----------------- | ------------------------------- | ----------------- |
| Sorana Cirstea    | 1. runde          | Maria Kirilenko Flavia Pennetta | 4-6, 4-6          |

| Wimbledon          | Wimbledon          | Wimbledon                          | Wimbledon          |
| 22. juni – 5. juli | 22. juni – 5. juli | 22. juni – 5. juli                 | 22. juni – 5. juli |
| Makker             | Runde              | Modstandere                        | Resultat           |
| ------------------ | ------------------ | ---------------------------------- | ------------------ |
| Sorana Cirstea     | 1. runde           | Su-Wei Hsieh Shuai Peng            | 6-4, 2-6, 6-2      |
| Sorana Cirstea     | 2. runde           | Marija Koryttseva Tatiana Poutchek | 6-4, 6-7(8), 4-6   |

| Båstad         | Båstad        | Båstad                           | Båstad         |
| 6. – 12. juli  | 6. – 12. juli | 6. – 12. juli                    | 6. – 12. juli  |
| Makker         | Runde         | Modstandere                      | Resultat       |
| -------------- | ------------- | -------------------------------- | -------------- |
| Sorana Cirstea | 1. runde      | Lilia Osterloh Ksenia Palkina    | 7-6(6), 7-6(6) |
| Sorana Cirstea | 2. runde      | Maria Kondratieva Sophie Lefevre | 6-4, 4-6, 8-10 |

| Los Angeles    | Los Angeles    | Los Angeles             | Los Angeles    |
| 3. – 9. august | 3. – 9. august | 3. – 9. august          | 3. – 9. august |
| Makker         | Runde          | Modstandere             | Resultat       |
| -------------- | -------------- | ----------------------- | -------------- |
| Sorana Cirstea | 1. Runde       | Chuang Chia-jung Yan Zi | 6-4, 2-6, 6-2  |

| Toronto             | Toronto          | Toronto                        | Toronto          |
| 17. – 23. august    | 17. – 23. august | 17. – 23. august               | 17. – 23. august |
| Makker              | Runde            | Modstandere                    | Resultat         |
| ------------------- | ---------------- | ------------------------------ | ---------------- |
| Agnieszka Radwanska | 1. runde         | Jie Zheng Yan Zi               | 6-4, 4-6, 10-7   |
| Agnieszka Radwanska | 2. runde         | Daniela Hantuchova Ai Sugiyama | 4-6, 2-6         |

| US Open                    | US Open                    | US Open                          | US Open                    |
| 31. august – 13. september | 31. august – 13. september | 31. august – 13. september       | 31. august – 13. september |
| Makker                     | Runde                      | Modstandere                      | Resultat                   |
| -------------------------- | -------------------------- | -------------------------------- | -------------------------- |
| Sorana Cirstea             | 1. runde                   | Sybille Bammer Julia Schruff     | 6-4, 6-2                   |
| Sorana Cirstea             | 2. runde                   | Victoria Azarenka Vera Zvonareva | 5-7, 6-4, 6-2              |
| Sorana Cirstea             | 3. runde                   | Serena Williams Venus Williams   | 4-6, 2-6                   |

#### 2010
I 2010 deltog Caroline Wozniacki i alt i 10 turneringer fordelt på 4 Grand Slamturneringer og 6 WTA Tourturneringer. Caroline Wozniacki optjente i 2010 sæsonen i alt $ 34.976 i præmiepenge. Caroline Wozniacki startede 2010 sæsonen som nummer 70 på verdensranglisten og sluttede sæsonen som nummer 113.
| Australian Open         | Australian Open  | Australian Open                  | Australian Open  |
| 18. – 31. januar        | 18. – 31. januar | 18. – 31. januar                 | 18. – 31. januar |
| Makker                  | Runde            | Modstandere                      | Resultat         |
| ----------------------- | ---------------- | -------------------------------- | ---------------- |
| Anabel Medina Garrigues | 1. runde         | Timea Bacsinszky Tathiana Garbin | 4-6, 4-6         |

| Dubai                   | Dubai             | Dubai                          | Dubai             |
| 14. – 21. februar       | 14. – 21. februar | 14. – 21. februar              | 14. – 21. februar |
| Makker                  | Runde             | Modstandere                    | Resultat          |
| ----------------------- | ----------------- | ------------------------------ | ----------------- |
| Anabel Medina Garrigues | 1. runde          | Shahar Peer Galina Voskobojeva | 7-5, 4-6, 5-10    |

| Indian Wells            | Indian Wells    | Indian Wells                    | Indian Wells      |
| 10. – 21. marts         | 10. – 21. marts | 10. – 21. marts                 | 10. – 21. marts   |
| Makker                  | Runde           | Modstandere                     | Resultat          |
| ----------------------- | --------------- | ------------------------------- | ----------------- |
| Anabel Medina Garrigues | 1. runde        | Sarah Borwell Raquel Kops-Jones | 6-7(4), 6-4, 2-10 |

| Ponte Vedra Beach | Ponte Vedra Beach | Ponte Vedra Beach                         | Ponte Vedra Beach |
| 5. – 11. april    | 5. – 11. april    | 5. – 11. april                            | 5. – 11. april    |
| Makker            | Runde             | Modstandere                               | Resultat          |
| ----------------- | ----------------- | ----------------------------------------- | ----------------- |
| Malou Ejdesgaard  | 1. runde          | Ekaterina Dzehalevich Marie-Ève Pelletier | 2-6, 1-6          |

| Charleston       | Charleston      | Charleston               | Charleston      |
| 12. – 18. april  | 12. – 18. april | 12. – 18. april          | 12. – 18. april |
| Makker           | Runde           | Modstandere              | Resultat        |
| ---------------- | --------------- | ------------------------ | --------------- |
| Malou Ejdesgaard | 1. runde        | Shuai Peng Elena Vesnina | 6-0, 3-6, 2-10  |

| French Open        | French Open       | French Open                    | French Open       |
| 23. maj – 6. juni  | 23. maj – 6. juni | 23. maj – 6. juni              | 23. maj – 6. juni |
| Makker             | Runde             | Modstandere                    | Resultat          |
| ------------------ | ----------------- | ------------------------------ | ----------------- |
| Daniela Hantuchova | 1. runde          | Tatjana Malek Andrea Petkovic  | 7-5, 7-6(8)       |
| Daniela Hantuchova | 2. runde          | Serena Williams Venus Williams | W/O               |

| Wimbledon          | Wimbledon          | Wimbledon                     | Wimbledon          |
| 21. juni – 4. juli | 21. juni – 4. juli | 21. juni – 4. juli            | 21. juni – 4. juli |
| Makker             | Runde              | Modstandere                   | Resultat           |
| ------------------ | ------------------ | ----------------------------- | ------------------ |
| Sania Mirza        | 1. runde           | Anne Keothavong Melanie South | 6-4, 6-1           |
| Sania Mirza        | 2. runde           | Daniela Hantuchova Cara Black | 6-7(0), 3-6        |

| e-Boks Sony Ericsson Open | e-Boks Sony Ericsson Open | e-Boks Sony Ericsson Open         | e-Boks Sony Ericsson Open |
| 2. – 8. august            | 2. – 8. august            | 2. – 8. august                    | 2. – 8. august            |
| Makker                    | Runde                     | Modstandere                       | Resultat                  |
| ------------------------- | ------------------------- | --------------------------------- | ------------------------- |
| Malou Ejdesgaard          | 1. runde                  | Yvonne Meusburger Stefanie Vögele | 6-1, 6-4                  |
| Malou Ejdesgaard          | 2. runde                  | Anne Keothavong Melanie South     | 5-7, 3-6                  |

| Canada Masters     | Canada Masters   | Canada Masters                     | Canada Masters   |
| 16. – 22. august   | 16. – 22. august | 16. – 22. august                   | 16. – 22. august |
| Makker             | Runde            | Modstandere                        | Resultat         |
| ------------------ | ---------------- | ---------------------------------- | ---------------- |
| Daniela Hantuchova | 1. runde         | Sharon Fichman Marie-Ève Pelletier | 6-3, 7-5         |
| Daniela Hantuchova | 2. runde         | Květa Peschke Katarina Srebotnik   | 4-6, 6-2, 3-10   |

| US Open                    | US Open                    | US Open                                   | US Open                    |
| 30. august – 12. september | 30. august – 12. september | 30. august – 12. september                | 30. august – 12. september |
| Makker                     | Runde                      | Modstandere                               | Resultat                   |
| -------------------------- | -------------------------- | ----------------------------------------- | -------------------------- |
| Daniela Hantuchova         | 1. runde                   | Andrea Hlaváčková Lucie Hradecká          | 6-0, 6-2                   |
| Daniela Hantuchova         | 2. runde                   | Bethanie Mattek-Sands Meghann Shaughnessy | 6-7(3), 4-6                |

#### 2011
I 2011 deltog Caroline Wozniacki en WTA turnering og formåede at optjene $825 i præmiepenge. Hun startede 2011-sæsonen som nummer 113 på verdensranglisten.
| e-Boks Sony Ericsson Open | e-Boks Sony Ericsson Open | e-Boks Sony Ericsson Open   | e-Boks Sony Ericsson Open |
| 6. – 12. juni             | 6. – 12. juni             | 6. – 12. juni               | 6. – 12. juni             |
| Makker                    | Runde                     | Modstandere                 | Resultat                  |
| ------------------------- | ------------------------- | --------------------------- | ------------------------- |
| Malou Ejdesgaard          | 1. runde                  | Julia Boserup Mai Grage     | 6-4, 6-1                  |
| Malou Ejdesgaard          | 2. runde                  | Johanna Larsson Jasmin Wöhr | 4-6, 2-6                  |

#### 2012
| e-Boks Open      | e-Boks Open    | e-Boks Open                 | e-Boks Open    |
| 7. - 15. april   | 7. - 15. april | 7. - 15. april              | 7. - 15. april |
| Makker           | Runde          | Modstandere                 | Resultat       |
| ---------------- | -------------- | --------------------------- | -------------- |
| Malou Ejdesgaard | 1. runde       | Johanna Larsson Jasmin Wöhr | 2-6, 4-6       |

## Mixed double

### Kampe

#### 2007
| French Open       | French Open       | French Open            | French Open       |
| 27. maj – 3. juni | 27. maj – 3. juni | 27. maj – 3. juni      | 27. maj – 3. juni |
| Makker            | Runde             | Modstandere            | Resultat          |
| ----------------- | ----------------- | ---------------------- | ----------------- |
| Gael Monfils      | 1. runde          | Lisa Raymond Bob Bryan | 0-6, 5-7          |

#### 2008
| French Open       | French Open       | French Open               | French Open       |
| 25. maj – 8. juni | 25. maj – 8. juni | 25. maj – 8. juni         | 25. maj – 8. juni |
| Makker            | Runde             | Modstandere               | Resultat          |
| ----------------- | ----------------- | ------------------------- | ----------------- |
| Marcin Matkowski  | 1. runde          | Liezel Huber Jamie Murray | 0-6, 6-4, 0-1 (8) |

| Wimbledon          | Wimbledon          | Wimbledon                                | Wimbledon          |
| 23. juni – 6. juli | 23. juni – 6. juli | 23. juni – 6. juli                       | 23. juni – 6. juli |
| Makker             | Runde              | Modstandere                              | Resultat           |
| ------------------ | ------------------ | ---------------------------------------- | ------------------ |
| Marcin Matkowski   | 1. runde           | María José Martínez Sánchez Bruno Soares | 6-7(5), 6-2, 6-3   |
| Marcin Matkowski   | 2. runde           | Katarina Srebotnik Mike Bryan            | 3-6, 2-6           |

| US Open                   | US Open                   | US Open                   | US Open                   |
| 25. august – 7. september | 25. august – 7. september | 25. august – 7. september | 25. august – 7. september |
| Makker                    | Runde                     | Modstandere               | Resultat                  |
| ------------------------- | ------------------------- | ------------------------- | ------------------------- |
| Marcin Matkowski          | 1. runde                  | Shahar Peer Paul Hanley   | 6-0, 6-4                  |
| Marcin Matkowski          | 2. runde                  | Cara Black Leander Paes   | Walkover                  |

## Federation Cup
Caroline Wozniacki har repræsenteret Danmark i Federation Cup hver år siden 2005. 

### Kampe

#### 2005
| Gruppe I Europa/Afrika Round Robin      | Gruppe I Europa/Afrika Round Robin      | Gruppe I Europa/Afrika Round Robin      | Gruppe I Europa/Afrika Round Robin      |
| Club Ali Bey Manavgat, Antalya, Tyrkiet | Club Ali Bey Manavgat, Antalya, Tyrkiet | Club Ali Bey Manavgat, Antalya, Tyrkiet | Club Ali Bey Manavgat, Antalya, Tyrkiet |
| 20. - 22. april                         | 20. - 22. april                         | 20. - 22. april                         | 20. - 22. april                         |
| Makker                                  | Resultat                                | Modstandere                             | Set                                     |
| --------------------------------------- | --------------------------------------- | --------------------------------------- | --------------------------------------- |
| Single                                  | Tabt                                    | Ana Jovanović                           | 6-4, 6-7(5), 4-6                        |
| Single                                  | Tabt                                    | Anne Keothavong                         | 3-6, 6-4, 2-6                           |
| Single                                  | Vundet                                  | Tina Križan                             | 6-4, 6-0                                |

| Gruppe I Europa/Afrika Nedrykningskamp  | Gruppe I Europa/Afrika Nedrykningskamp  | Gruppe I Europa/Afrika Nedrykningskamp  | Gruppe I Europa/Afrika Nedrykningskamp  |
| Club Ali Bey Manavgat, Antalya, Tyrkiet | Club Ali Bey Manavgat, Antalya, Tyrkiet | Club Ali Bey Manavgat, Antalya, Tyrkiet | Club Ali Bey Manavgat, Antalya, Tyrkiet |
| 23. april                               | 23. april                               | 23. april                               | 23. april                               |
| Makker                                  | Resultat                                | Modstandere                             | Set                                     |
| --------------------------------------- | --------------------------------------- | --------------------------------------- | --------------------------------------- |
| Single                                  | Vundet                                  | Anna Koumantou                          | 4-6, 6-1, 6-3                           |
| Hanne Skak Jensen                       | Vundet                                  | Asimina Kaplani Anna Koumantou          | 7-6(5), 6-4                             |

#### 2006
| Gruppe I Europa/Afrika Round Robin        | Gruppe I Europa/Afrika Round Robin        | Gruppe I Europa/Afrika Round Robin        | Gruppe I Europa/Afrika Round Robin        |
| Tennis Club Lokomotiv, Plovdiv, Bulgarien | Tennis Club Lokomotiv, Plovdiv, Bulgarien | Tennis Club Lokomotiv, Plovdiv, Bulgarien | Tennis Club Lokomotiv, Plovdiv, Bulgarien |
| 18. - 20. april                           | 18. - 20. april                           | 18. - 20. april                           | 18. - 20. april                           |
| Makker                                    | Resultat                                  | Modstandere                               | Set                                       |
| ----------------------------------------- | ----------------------------------------- | ----------------------------------------- | ----------------------------------------- |
| Single                                    | Vundet                                    | Alicia Pillay                             | 6-2, 6-0                                  |
| Single                                    | Vundet                                    | Maša Zec-Peškirič                         | 6-4, 6-7(1), 7-5                          |
| Single                                    | Tabt                                      | Ana Ivanovic                              | 3-6, 0-6                                  |

#### 2007
| Gruppe I Europa/Afrika Round Robin        | Gruppe I Europa/Afrika Round Robin        | Gruppe I Europa/Afrika Round Robin        | Gruppe I Europa/Afrika Round Robin        |
| Tennis Club Lokomotiv, Plovdiv, Bulgarien | Tennis Club Lokomotiv, Plovdiv, Bulgarien | Tennis Club Lokomotiv, Plovdiv, Bulgarien | Tennis Club Lokomotiv, Plovdiv, Bulgarien |
| 18. - 20. april                           | 18. - 20. april                           | 18. - 20. april                           | 18. - 20. april                           |
| Makker                                    | Resultat                                  | Modstandere                               | Set                                       |
| ----------------------------------------- | ----------------------------------------- | ----------------------------------------- | ----------------------------------------- |
| Single                                    | Tabt                                      | Patty Schnyder                            | 6-7(5), 1-6                               |
| Single                                    | Vundet                                    | Elise Tamaëla                             | 6-2, 6-1                                  |
| Eva Dyrberg                               | Vundet                                    | Elise Tamaëla Nicole Thyssen              | 4-6, 6-3, 6-4                             |
| Single                                    | Vundet                                    | Ioana Raluca Olaru                        | 6-1, 6-4                                  |
| Eva Dyrberg                               | Tabt                                      | Mădălina Gojnea Monica Niculescu          | 4-6, 5-7                                  |

#### 2008
| Gruppe I Europa/Afrika Round Robin  | Gruppe I Europa/Afrika Round Robin  | Gruppe I Europa/Afrika Round Robin  | Gruppe I Europa/Afrika Round Robin  |
| SYMA Sportkozpont, Budapest, Ungarn | SYMA Sportkozpont, Budapest, Ungarn | SYMA Sportkozpont, Budapest, Ungarn | SYMA Sportkozpont, Budapest, Ungarn |
| 31. Januar - 1. februar             | 31. Januar - 1. februar             | 31. Januar - 1. februar             | 31. Januar - 1. februar             |
| Makker                              | Resultat                            | Modstandere                         | Set                                 |
| ----------------------------------- | ----------------------------------- | ----------------------------------- | ----------------------------------- |
| Single                              | Tabt                                | Patty Schnyder                      | 1-6, 6-7(6)                         |
| Single                              | Vundet                              | Katie O'Brien                       | 6-2, 1-6, 6-2                       |
| Eva Dyrberg                         | Vundet                              | Elena Baltacha Anne Keothavong      | 6-3, 6-2                            |

#### 2009
| Gruppe I Europa/Afrika Round Robin  | Gruppe I Europa/Afrika Round Robin  | Gruppe I Europa/Afrika Round Robin  | Gruppe I Europa/Afrika Round Robin  |
| Coral Tennis Club, Tallinn, Estland | Coral Tennis Club, Tallinn, Estland | Coral Tennis Club, Tallinn, Estland | Coral Tennis Club, Tallinn, Estland |
| 4. - 5. februar                     | 4. - 5. februar                     | 4. - 5. februar                     | 4. - 5. februar                     |
| Makker                              | Resultat                            | Modstandere                         | Set                                 |
| ----------------------------------- | ----------------------------------- | ----------------------------------- | ----------------------------------- |
| Single                              | Vundet                              | Victoria Azarenka                   | 6-3, 6-3                            |
| Eva Dyrberg                         | Tabt                                | Victoria Azarenka Olga Govortsova   | 0-6, 4-6                            |
| Single                              | Vundet                              | Patricia Mayr-Achleitner            | 6-2, 6-1                            |

#### 2010
| Gruppe I Europa/Afrika Round Robin                               | Gruppe I Europa/Afrika Round Robin                               | Gruppe I Europa/Afrika Round Robin                               | Gruppe I Europa/Afrika Round Robin                               |
| Complexo de Tenis do Jamor, Estadio National, Lissabon, Portugal | Complexo de Tenis do Jamor, Estadio National, Lissabon, Portugal | Complexo de Tenis do Jamor, Estadio National, Lissabon, Portugal | Complexo de Tenis do Jamor, Estadio National, Lissabon, Portugal |
| 3. - 5. februar                                                  | 3. - 5. februar                                                  | 3. - 5. februar                                                  | 3. - 5. februar                                                  |
| Makker                                                           | Resultat                                                         | Modstandere                                                      | Set                                                              |
| ---------------------------------------------------------------- | ---------------------------------------------------------------- | ---------------------------------------------------------------- | ---------------------------------------------------------------- |
| Single                                                           | Vundet                                                           | Sofia Arvidsson                                                  | 6-3, 6-1                                                         |
| Karina-Ildor Jacobsgaard                                         | Tabt                                                             | Sofia Arvidsson Johanna Larsson                                  | 0-6, 0-6                                                         |
| Single                                                           | Vundet                                                           | Anastasija Sevastova                                             | 6-2, 6-2                                                         |

#### 2011
| Gruppe I Europa/Afrika Round Robin                 | Gruppe I Europa/Afrika Round Robin                 | Gruppe I Europa/Afrika Round Robin                 | Gruppe I Europa/Afrika Round Robin                 |
| Municipal Tennis Club, Yotam Street, Eilat, Israel | Municipal Tennis Club, Yotam Street, Eilat, Israel | Municipal Tennis Club, Yotam Street, Eilat, Israel | Municipal Tennis Club, Yotam Street, Eilat, Israel |
| 3. - 5. februar                                    | 3. - 5. februar                                    | 3. - 5. februar                                    | 3. - 5. februar                                    |
| Makker                                             | Resultat                                           | Modstandere                                        | Set                                                |
| -------------------------------------------------- | -------------------------------------------------- | -------------------------------------------------- | -------------------------------------------------- |
| Single                                             | Vundet                                             | Patty Schnyder                                     | 6-3, 6-3                                           |
| Mai Grage                                          | Tabt                                               | Timea Bacsinszky Patty Schnyder                    | 3-6, 2-6                                           |
| Single                                             | Vundet                                             | Anne Keothavong                                    | 6-0, 6-2                                           |
| Mai Grage                                          | Tabt                                               | Jocelyn Rae Heather Watson                         | 7-5, 5-7, 5-7                                      |
| Single                                             | Vundet                                             | Eleni Daniilidou                                   | 6-0, 6-3                                           |
| Mai Grage                                          | Tabt                                               | Eleni Daniilidou Eirini Georgatou                  | 2-6, 5-7                                           |

## Hopman Cup
For første gang var Danmark deltager i Hopman Cup i 2012. Caroline Wozniacki repræsenterede Danmark sammen med Frederik Løchte Nielsen. 

### Kampe

#### 2012
| Hopman Cup 2012                                                  | Hopman Cup 2012                                                  | Hopman Cup 2012                                                  | Hopman Cup 2012                                                  |
| Burswood Dome, Burswood Entertainment Complex, Perth, Australien | Burswood Dome, Burswood Entertainment Complex, Perth, Australien | Burswood Dome, Burswood Entertainment Complex, Perth, Australien | Burswood Dome, Burswood Entertainment Complex, Perth, Australien |
| 31. december – 7. januar                                         | 31. december – 7. januar                                         | 31. december – 7. januar                                         | 31. december – 7. januar                                         |
| Makker                                                           | Resultat                                                         | Modstandere                                                      | Set                                                              |
| ---------------------------------------------------------------- | ---------------------------------------------------------------- | ---------------------------------------------------------------- | ---------------------------------------------------------------- |
| Single                                                           | Vundet                                                           | Bethanie Mattek-Sands                                            | 7-6, 6-2                                                         |
| Frederik Løchte Nielsen                                          | Vundet                                                           | Bethanie Mattek-Sands Mandy Fish                                 | 7-5, 6-3                                                         |
| Single                                                           | Vundet                                                           | Tsvetana Pironkova                                               | 7-5, 4-6, 6-2                                                    |
| Frederik Løchte Nielsen                                          | Tabt                                                             | Tsvetana Pironkova Grigor Dimitrov                               | 6-3, 4-6, 1-10                                                   |
| Single                                                           | Tabt                                                             | Petra Kvitová                                                    | 7-6 (4), 3-6, 6-4                                                |